# ラファイエット
ラファイエット侯爵マリー＝ジョゼフ・ポール・イヴ・ロシュ・ジルベール・デュ・モティエ（Marie-Joseph Paul Yves Roch Gilbert Du Motier, Marquis De La Fayette、1757年9月6日 - 1834年5月20日）は、フランスの貴族、軍人、政治家である。単に「ラファイエット」として知られる。アメリカ独立戦争ではヨークタウンの戦いをはじめとする数々の戦闘でアメリカ軍を指揮した。そしてフランスに帰国した後、1789年のフランス革命と1830年のフランス7月革命で重要な役割を果たした。　

## 概要
ラファイエットは、フランス中南部のオーヴェルニュ、シャヴァニアックの裕福な領主一家に生まれた。軍人となる一族の伝統に従い、13歳で士官に任官する。アメリカ独立戦争におけるアメリカの大義が崇高なものと確信するようになり、栄光を求めて新大陸へ旅立った。19歳で少将となるが、当初、アメリカ軍を指揮することはなかった。ブランディワインの戦いで負傷したが、なんとか整然とした退却を行い、ロードアイランドの戦いでは素晴らしい働きを見せた。独立戦争中盤に、フランスの支援を増やすロビー活動のため一時帰国。1780年にアメリカへ戻り、大陸軍の上級指揮官となった。1781年、ヴァージニアでチャールズ・コーンウォリス率いるイギリス軍を、他のアメリカ・フランス軍が布陣するまで足止めし、ヨークタウンの戦いで決定的勝利を得た。
フランスに帰国後、財政危機に対応するため1787年に開催された名士会に任命される。1789年にはフランスの3つの階級、聖職者・貴族・平民の代表が集まった三部会に選出された。憲法制定国民議会の創設後、トーマス・ジェファーソンの助力を得て、人間と市民の権利の宣言の作成を手伝う。この文章はアメリカ独立宣言の影響を受けたもので、民主主義国家の基本原則を確立するための自然法を基としていた。また、自然権の哲学を踏まえて、奴隷制度廃止を提唱した。バスティーユ襲撃の後、国民衛兵司令官に任命され、革命中、中道であろうと努めた。1792年8月、急進派が彼の逮捕を命令すると、オーストリア領ネーデルラントへ逃亡。そこでオーストリア軍に捕まり、5年以上牢獄で過ごした。
1797年、ナポレオン・ボナパルトが自由を保障するとフランスに帰国したが、ナポレオン政権への参加は拒否した。1814年の王政復古後、自由主義派の上院議員となり、死ぬまでほとんどの間、その職を務めた。1824年にはアメリカ合衆国にジェームズ・モンロー大統領から国賓として招かれ、全24州を訪問し大歓迎を受ける。1830年のフランス7月革命では、フランスの独裁者となる要請を断り、ルイ・フィリップが王位に就くのを支持したが、王が専制的になると反対派となった。1834年5月20日に死去。パリのピクピュス墓地にバンカーヒルの土で埋葬された。ラファイエットは、フランス・アメリカ両国での活躍から「両大陸の英雄（The Hero of the Two Worlds 、Le Héros des Deux Mondes)」として知られている。

## 生い立ち
ラファイエットは、1757年9月6日、オーヴェルニュ州（現在のオート＝ロワール県）ル・ピュイ＝アン＝ヴレ近くのシャヴァニアックにあるシャヴァニアック城で、擲弾兵の大佐であったブルターニュ貴族のラファイエット侯爵ミシェル・ルイ・クリストフ・ロシュ・ジルベール・ポーレット・デュ・モティエとオーヴェルニュ貴族のマリー・ルイーズ・ジョリー・ド・ラ・リヴィエール（Marie Louise Jolie de La Rivière）の間に生まれた。

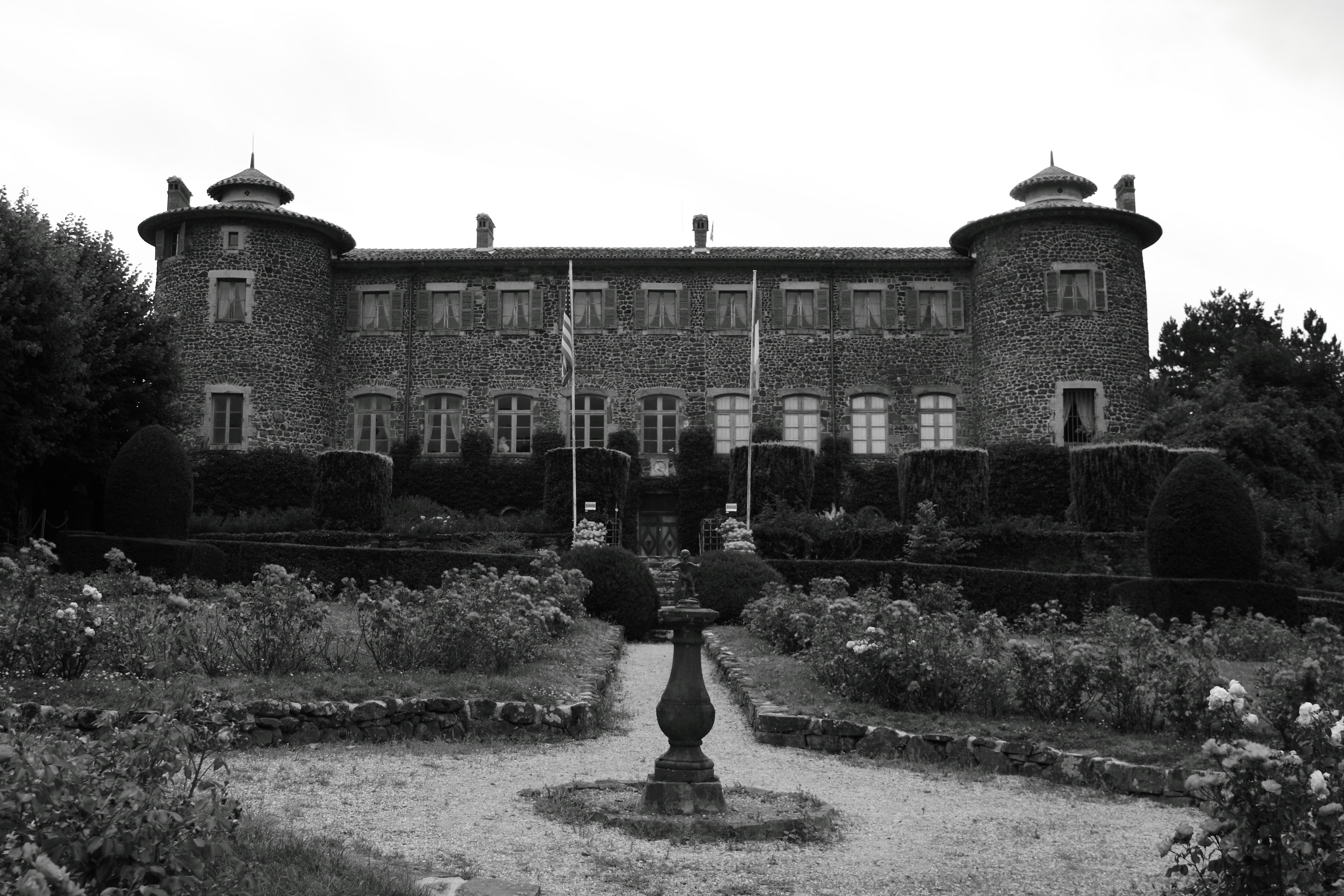
オーヴェルニュ、シャヴァニアック＝ラファイエットにあるラファイエットの生家

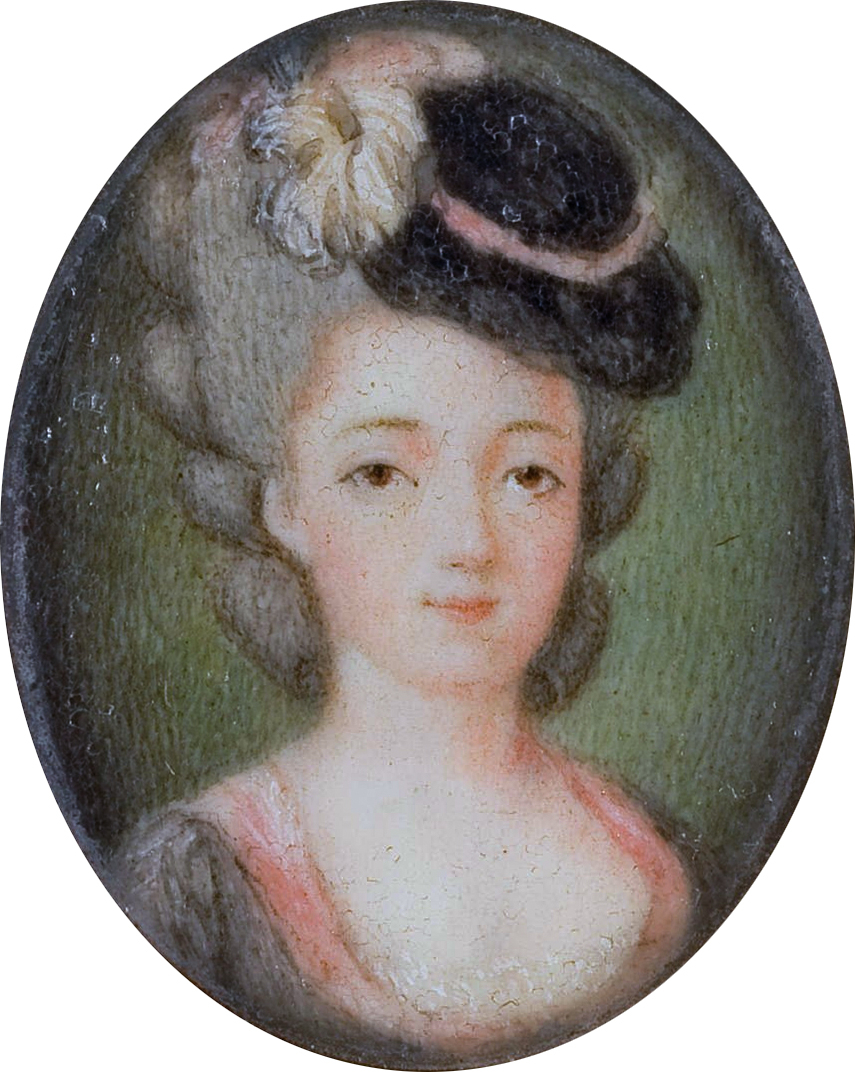
ラファイエットの妻、マリー・アドリエンヌ・フランソワーズ

ラファイエットの血筋は、オーヴェルニュで、おそらくはフランス全土においても、最も歴史があり、かつ著名な血筋の一つである。ラファイエット家の男たちは、勇気と騎士道精神で名声を獲得し、危険を恐れないことで知られてきた。遠い先祖の一人に、1429年のオルレアン包囲戦でジャンヌ・ダルクとともに戦ったフランス元帥ジルベール・ド・ラファイエット3世がいる。伝説によれば、他の先祖が第6回十字軍で茨の冠を手に入れたとされる。母方の先祖も高貴であり、曾祖父（母親の母方の祖父）はラ・リヴィエール（La Rivière）伯爵で、1770年に死去するまで、ルイ15世の親衛騎馬隊である親衛銃士隊、別名黒銃士隊の隊長を務めた。ラファイエットの父方の伯父ジャック＝ロシュ（Jacques-Roch）は、1734年1月18日、ポーランド継承戦争中にミラノでのオーストリア軍との戦闘で戦死した。それにより彼の弟であるミシェルが侯爵位を継いだ。
ラファイエットの父ミシェルも1759年8月1日、ミンデンの戦いでイギリス率いる同盟軍との戦闘中に砲弾に当たり戦死した。ラファイエットは侯爵とシャヴァニアック卿の位を継いだが、財産は母親が相続。ラファイエットは収入が少ないため、国王から780リーブルの年金を与えられた。ラファイエットの母は、恐らくは夫を失ったショックから、父や祖父と住むためパリへ引っ越し、残されたラファイエットは、持参金と共に城を贈られていた父方の祖母シャヴァニアック夫人（Mme de Chavaniac）によりシャヴァニアックで育てられた。
1768年、ラファイエットが11歳の時、パリに呼ばれ、リュクサンブール宮殿内のラ・リヴィエール伯爵邸で母親や曾祖父と暮らした。ラファイエットはパリ大学の一部であるコレージュ・ドゥ・プレシ（Collège du Plessis）に入り、一族の伝統である軍人の道を継ぐことを決めた。曾祖父のラ・リヴィエール伯爵は、ラファイエットを将来銃士となるための訓練教程に入れた。1770年4月3日と24日に母と曾祖父がそれぞれ亡くなり、25,000リーブルの収入が遺された。また叔父の死により、12歳で年12万リーブルもの収入を相続した。このように財産を相続したことで、ラファイエットはブルターニュとオーヴェルニュ、トゥーレーヌなどに領地を持つ大領主となった。
1771年5月、ラファイエットは14歳になる前に銃士隊の士官、少尉に任命された。軍事パレードでの行進や国王に仕えるなど、彼の職務はほとんど儀礼的なものであり、引き続き学業を続けた。
このころ、アヤン公爵ジャン＝ポール＝フランソワ・ド・ノアイユは、5人の娘の何人かを嫁がせようとしていた。14歳のラファイエットは、ノアイユの12歳の娘マリー・アドリエンヌ・フランソワーズとお似合いに思われ、庇護者であったラファイエットの叔父に話を持ち掛けた。しかしこの縁談は、二人、特に娘が若すぎると思ったノアイユの妻に反対された。ただし2年間結婚を口にしないと合意することで解決し、その間、将来の結婚相手の2人は時々カジュアルな場で会い、互いを知るようになった。この計画はうまくいき、二人は恋に落ちて、結婚から1807年にアドリエンヌが死ぬまで幸せに過ごした。

## 離仏

### アメリカ独立運動との出会い

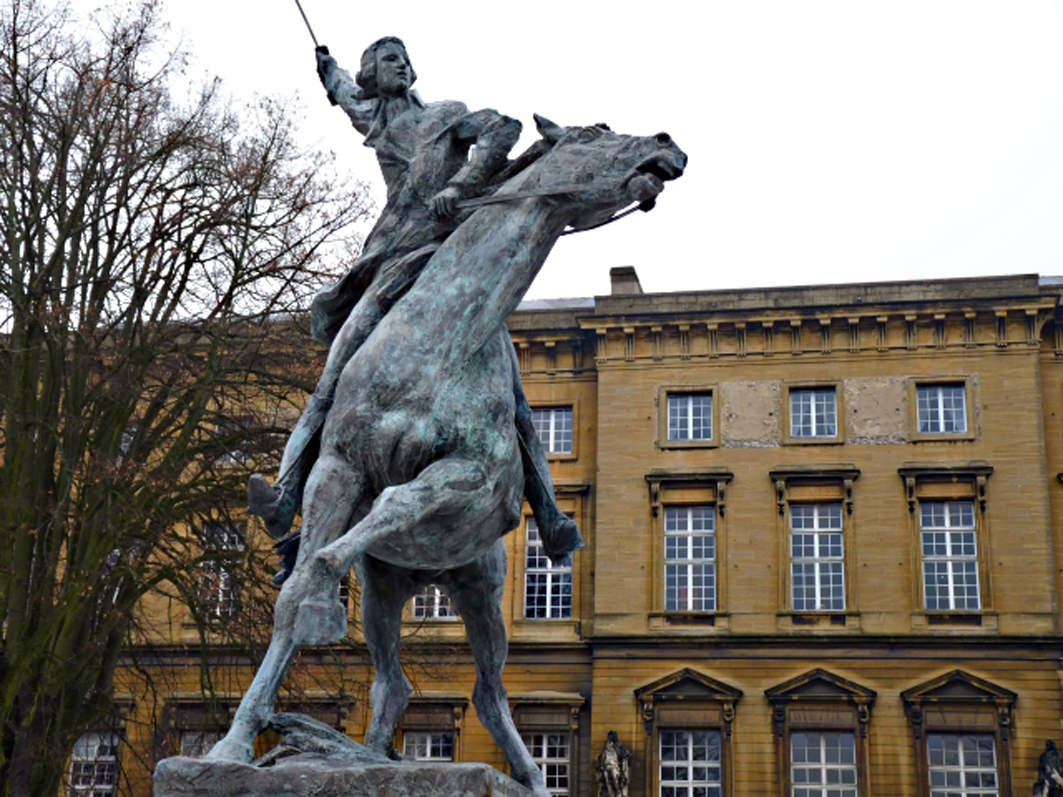
アメリカ独立運動に加わることを決意した場所であるメスの、知事公邸前にあるラファイエットの像

1773年に婚姻契約を結んだ後、ラファイエットは妻とヴェルサイユにある義父の家に住んだ。そしてヴェルサイユの乗馬学校（同級生にはのちのシャルル10世もいた）と、名門のアカデミー・ド・ヴェルサイユ（Académie de Versailles）で学業を続けた。1773年4月には、義父の要請により国王連隊から移り、ノアイユの竜騎兵隊の中尉に任じられた。ラファイエット夫妻は毎週王妃の舞踏会に出席したが、ラファイエットはダンスが下手でマリー・アントワネットにからかわれ、酒も弱く、宮廷内でうまく立ち回れなかった。
1775年、ラファイエットはメスで行われた所属部隊の年度演習に参加し、そこで東部方面軍司令官のルフェック侯爵シャルル＝フランソワ・ド・ブログリーに出会った。夕食で二人はイギリスの北米植民地で起きている反乱について議論した。ラファイエットは父親を殺したイギリスを憎んでいて、イギリスが敗北すればその国際的な地位が低下すると考えていた、という見解があり、また、フリーメイソンに加入して間もないラファイエットが、反乱について話すことで、「『自由のために戦う人々』としてのアメリカ人の姿が、彼の騎士道的そして今やフリーメイソン的な創造力に火を付けた」と記す者もいる。

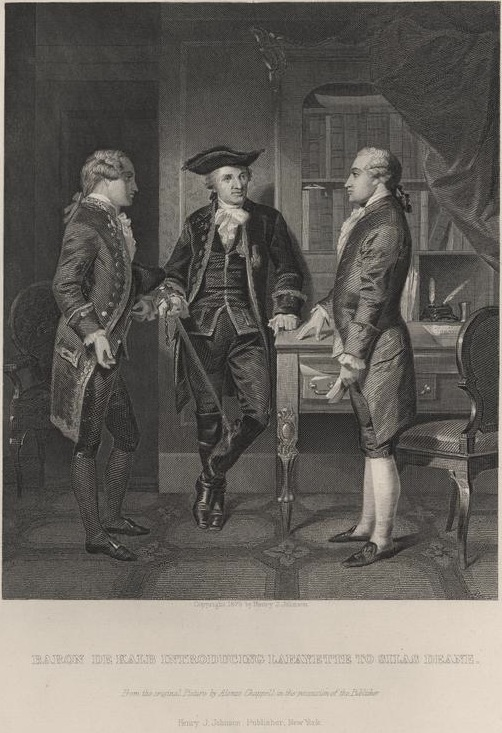
ヨハン・ド・カルブ男爵（左）がラファイエット（中央）を サイラス・ディーンに紹介した場面。アロンソ・チャペル画。1879年。

1775年9月、18歳になったラファイエットはパリに戻り、結婚のプレゼントとして約束されていた竜騎兵の隊長となった。12月には最初の子供、アンリエット（Henriette）が生まれた。この間にラファイエットは、アメリカ独立戦争が自分の信念に合うと確信するようになり、「私の心は捧げられた」と語った。
1776年には、サイラス・ディーンを含むアメリカの使節とルイ16世、シャルル・ド・ヴェルジェンヌ外務大臣との間で、繊細な交渉が行われた。ルイ16世とヴェルジェンヌは、アメリカ人に武器や士官を送ることで、北アメリカにおけるフランスの影響力を回復し、イギリスに対し七年戦争での敗北の復讐を果たすことを望んでいた。ラファイエットはフランス士官がアメリカへ送られる話を聞くと、それに加わることを求めた。彼はディーンに会い、若年に関わらず参加を認められた。1776年12月7日、ディーンはラファイエットを少将に就けた。
フランスがアメリカに士官とその他の支援を送る計画は、イギリスに知られると無に帰し、戦争となる恐れがあった。ラファイエットの義父ノアイユはラファイエットを叱り、彼にロンドンへ行き、駐英大使でラファイエットの義理の叔父であるノアイユ侯爵を訪ねるよう伝え、1777年2月にラファイエットはそうした。しかしその間もラファイエットはアメリカ行きの計画を捨てなかった。ラファイエットはジョージ3世を紹介され、ロンドンの社交界で3週間過ごした。そしてフランスへの帰国途中に、義父から身を隠し、アメリカへ行くつもりであると手紙を書いた。ノアイユは激怒し、ルイ16世に、特にラファイエットの名前を挙げて、フランスの士官がアメリカに行くのを禁止する命令を出すよう説得した。ヴェルジェンヌがラファイエット逮捕を命じるよう国王を説得した可能性もあるが、定かでない。

### アメリカへ出発

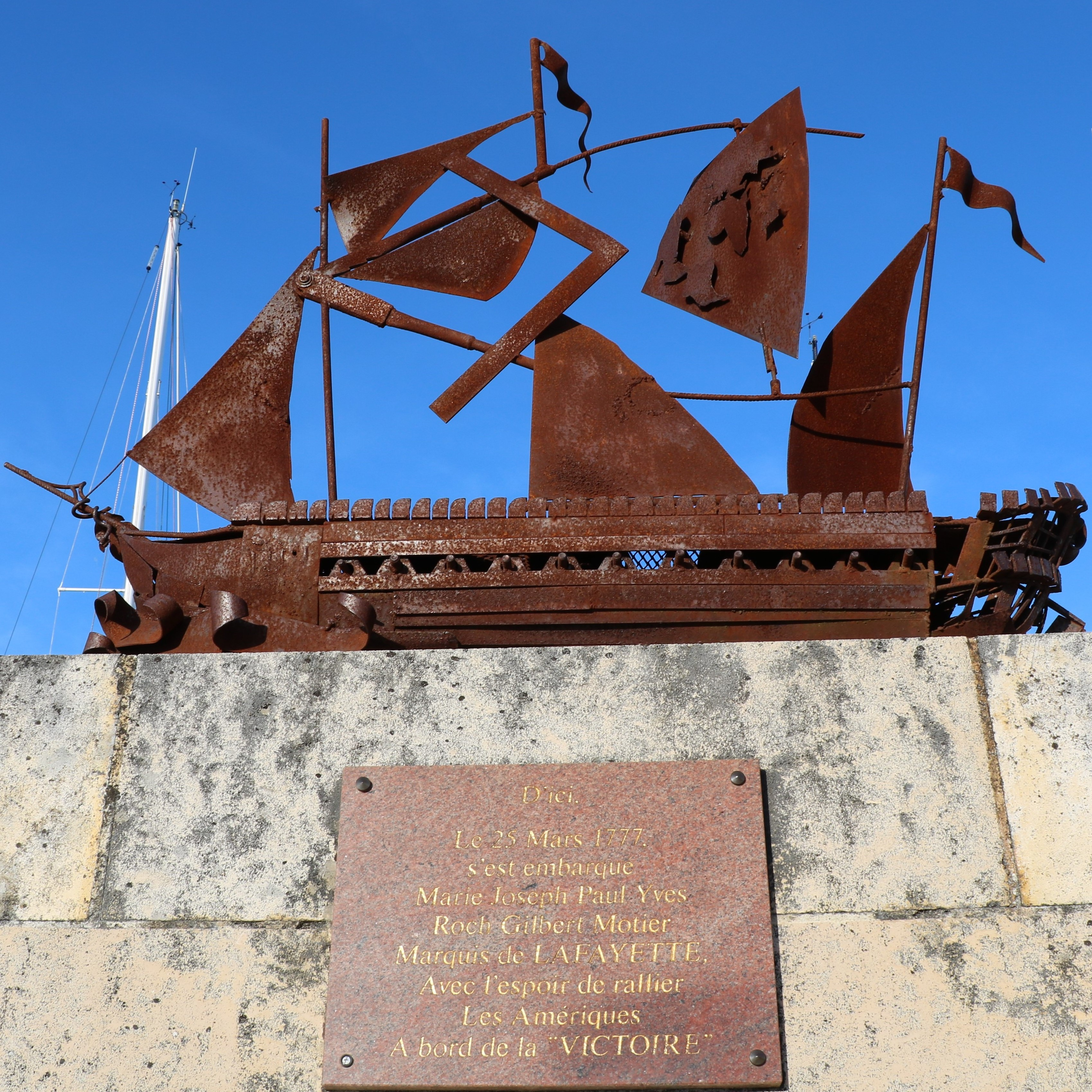
ラファイエットが1777年3月25日にアメリカへ向け出航したポーイヤックにあるラファイエット広場（Plaza Lafayette）

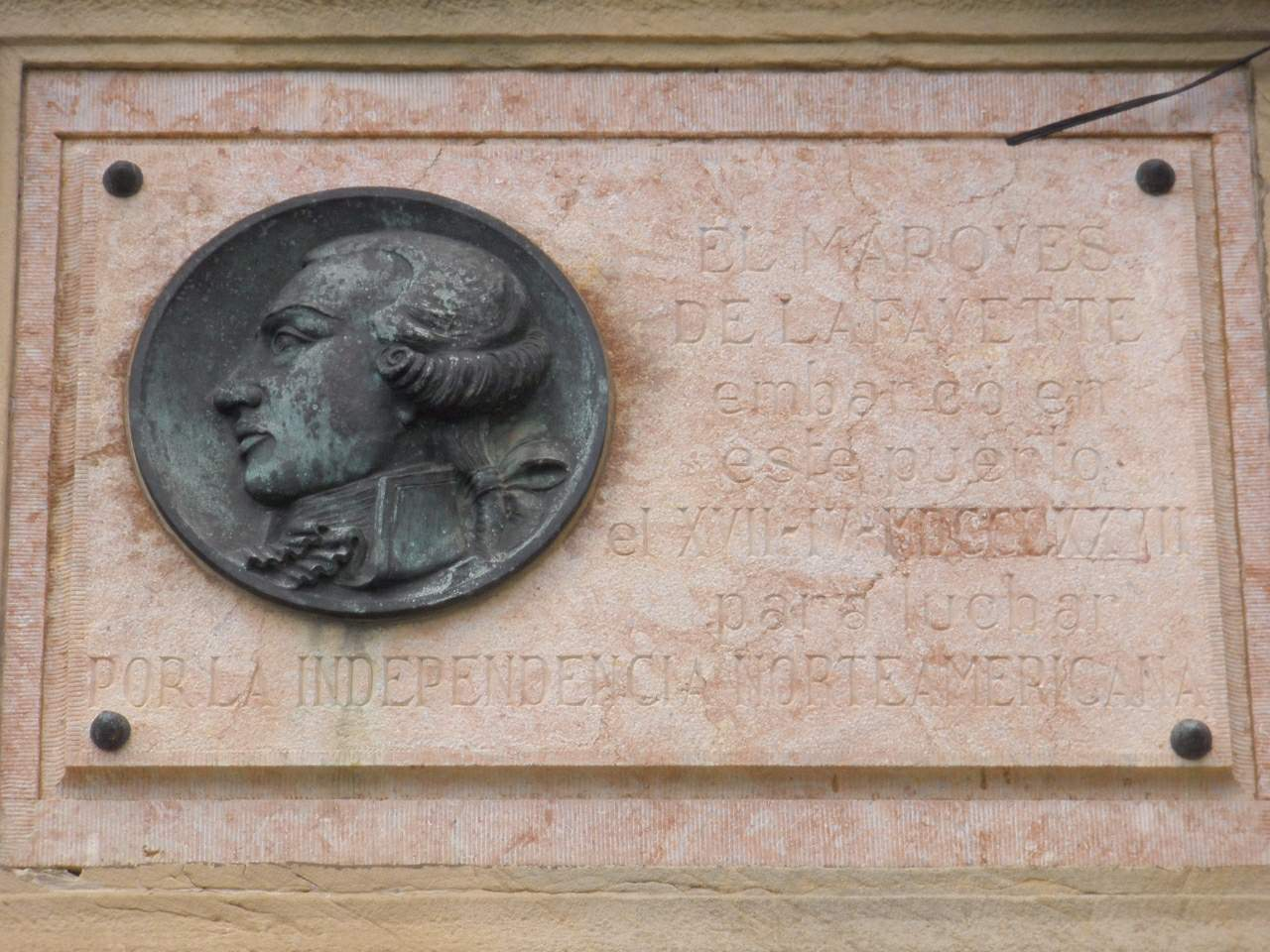
スペイン、バスク州パサイアにある、1777年のラファイエットの出発を記念する銘板

ラファイエットは大陸会議には彼の旅費を出す資金がないと知り、自ら112,000ポンドを出して帆船「ヴィクトワール（Victoire）」を購入した。「ヴィクトワール」が待つボルドーへ行き、家族の反応を尋ねる手紙を送った。彼の妻や他の親族からの手紙はラファイエットを心理的に動揺させた。同行した士官の不満のため、出航後すぐに、ラファイエットは船を反転させボルドーへ戻った。ボルドーの軍司令官はラファイエットにマルセイユにいる義父の連隊に報告するよう命令した。アメリカで軍事および政治のリーダーになることを望んでいたブログリーはラファイエットにボルドーで会い、実は政府はラファイエットをアメリカへ行かせたがっていると信じさせた。アメリカ独立運動が人気だったパリではラファイエット支援の動きも相当あったが、ブログリーの話は事実ではなかった。ラファイエットはそれを信じようとし、マルセイユへの報告命令に従うふりをし東へ数マイル行ったところで逆戻りし船に帰った。「ヴィクトワール」は1777年3月25日にジロンド川岸のポーイヤックを出航。新大陸への2ヶ月間は船酔いと退屈の旅であった。船長のルボルシェ（Lebourcier）は西インド諸島で積荷を売るつもりであったが、逮捕を恐れたラファイエットは寄港阻止のため積荷を買い取った。そして1777年6月13日、サウスカロライナ州ジョージタウン近くのノースアイランドに上陸した。

## アメリカ独立戦争
ラファイエットはアメリカに到着すると、裕福な地主のベンジャミン・ハガー少佐と会い、彼と2週間過ごした後、フィラデルフィアへ向かった。大陸会議は、ディーンにより募集されたものの、その多くが英語を話せなかったり、軍隊経験に乏しいフランス人士官たちに閉口していた。ラファイエットは来る途中で英語を少し学んでおり（到着後1年足らずで流暢になった）、フリーメイソンであることがフィラデルフィアで活躍する道を開いた。ラファイエットは無償奉仕を申し出、大陸会議は1777年7月31日、彼を少将に任命した。ラファイエットの庇護者には、最近フランスに到着したアメリカの使節ベンジャミン・フランクリンもおり、大陸会議に対しラファイエットを受け入れることを促す手紙を書いていた。

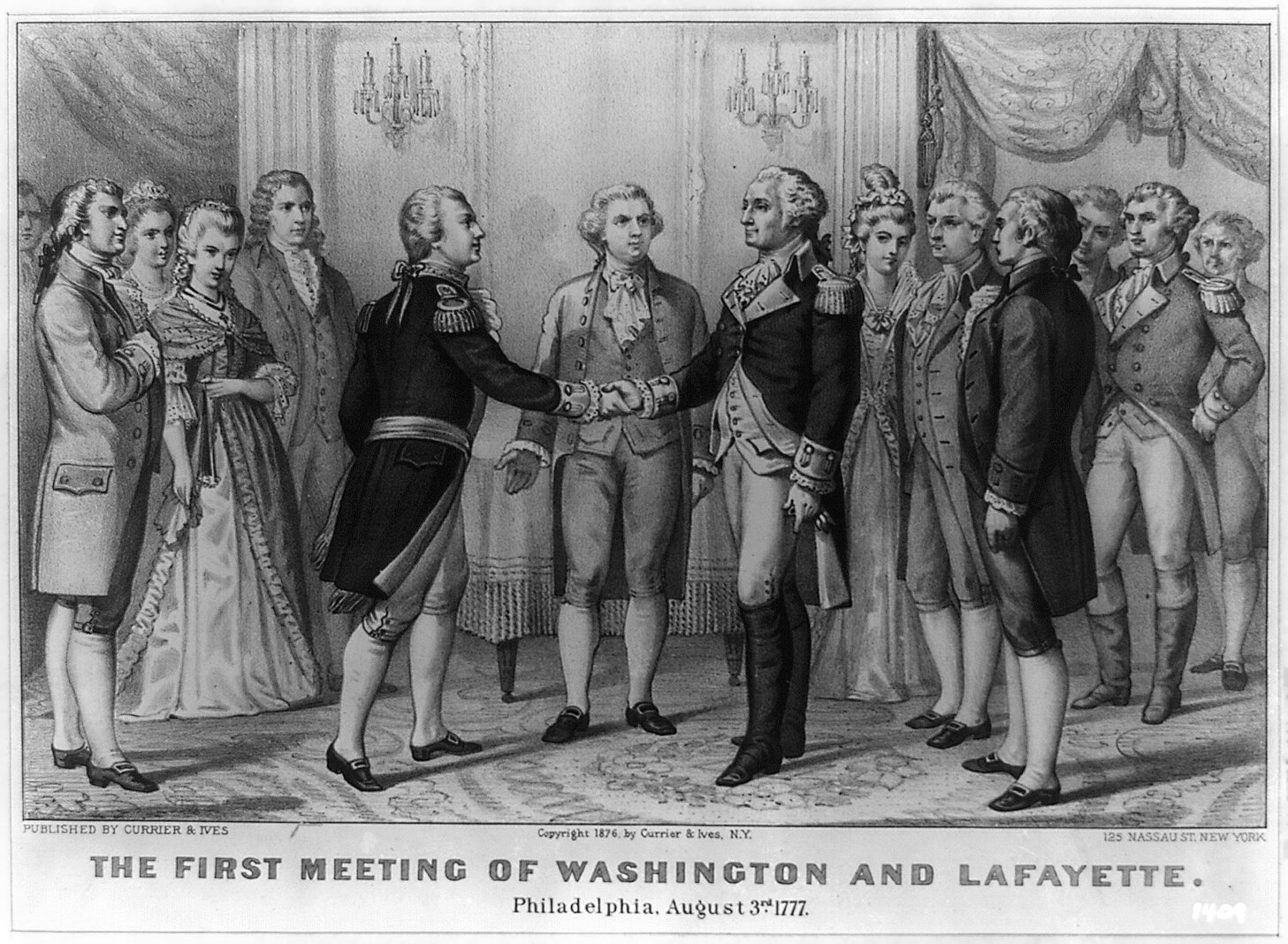
ラファイエットとジョージ・ワシントンの初対面、1777年8月5日。Currier and Ives

大陸軍総司令官のジョージ・ワシントン将軍は、大陸会議に軍事問題に関する指示を与えるためにフィラデルフィアへやって来た。ラファイエットは1777年8月5日の晩餐でワシントンに会った。リープソンによれば、「二人はほとんどすぐに絆を結んだ」。ワシントンはラファイエットの熱意に感銘を受け、このメイソンを良く思うようになった。一方、ラファイエットはワシントンにただただ畏敬の念を抱いていた。ワシントンはラファイエットに兵営を見せたが、その軍隊の有様に恥ずかしさをあらわにした。これに対しラファイエットは「私は学びに来たのであり、教えに来たのではありません」と応えた。ラファイエットはその立場に関し混乱があったものの、ワシントンの幕僚に加わった。大陸会議はその任務を名誉的なものと見なしていたが、ラファイエット自身は、ワシントンが彼に任せる用意があると考えたときには、師団の指揮を与えられる一人前の指揮官であると考えていた。ワシントンはラファイエットに外国人であることから師団は任せられないが、「友人かつ父親」として彼を内々に手元に置くことを喜んでいると語った。

### ブランディワイン、バレーフォージ、オルバニー

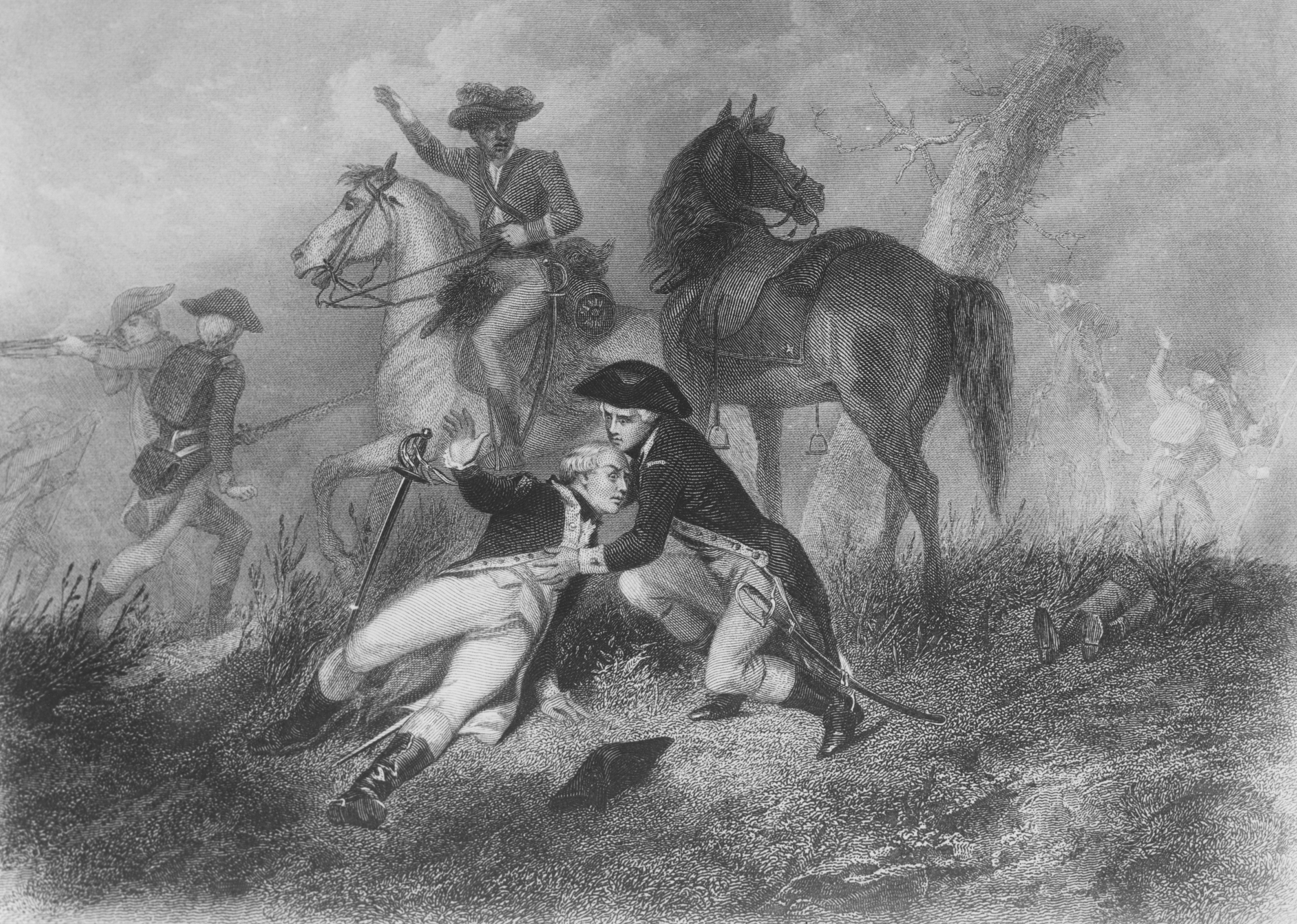
ブランディワインの戦いで負傷したラファイエット

ラファイエットの初戦は、1777年9月11日のブランディワインの戦いであった。イギリス軍を指揮するウィリアム・ハウ将軍は、（強固に守られていたデラウェア湾ではなく）船で南のチェサピーク湾へ部隊を輸送し、反乱軍の首都に向かわせて、フィラデルフィア攻撃を計画した 。イギリス軍がアメリカ軍の背後に回ると、ワシントンはラファイエットを送り、ジョン・サリバン将軍と合流させた。合流後、ラファイエットはトマス・コンウェイ准将が指揮する第3ペンシルバニア旅団とともに行動し、攻撃に対峙するため部隊を集めようとした。イギリス兵とヘッセン兵は数に任せて前進を続け、ラファイエットは足に銃弾を受けた。アメリカ軍が退却する間、ラファイエットは傷の治療をせずに部隊を立て直し、秩序だった撤退を可能にした。戦いの後、ワシントンはラファイエットの「勇敢さと軍事への熱意」について言及し、その月の終わりにイギリス軍がフィラデルフィアを占領したため慌てて逃げた大陸会議への手紙の中で、ラファイエットを師団の指揮官とすることを推薦した。
ラファイエットはベスレヘムにあったモラヴィア兄弟団の入植地で2か月間療養し、11月に戦場へ復帰した。そしてアダム・ステファン少将が率いていた師団の指揮を引き継いだ。ニュージャージーのイギリス軍を偵察するナサニエル・グリーン将軍を支援し、1777年11月24日に兵300名でグロスターで数で上回るヘッセン兵に勝利した。

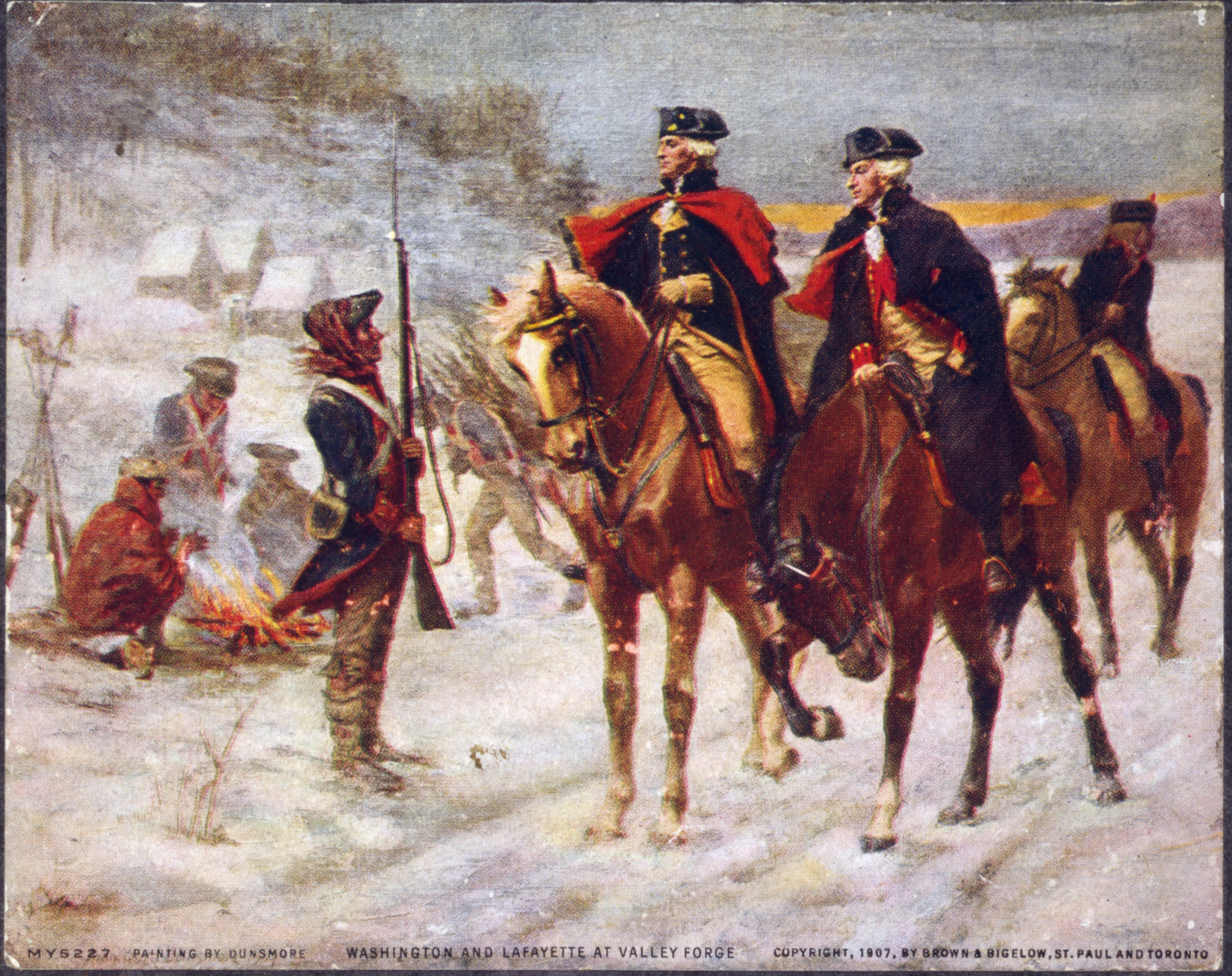
バレーフォージのラファイエット（右）とワシントン。ジョン・ワード・ダンズモア（John Ward Dunsmore）画。

ラファイエットは1777年から78年の冬をバレーフォージに置かれたワシントンの野営地で過ごし、兵士と苦難を共にした。ホレイショ・ゲイツ率いる戦争委員会は、ラファイエットにニューヨーク州オルバニーからケベックを侵攻する準備を依頼した。オルバニーに着いたラファイエットは、侵攻には兵士が少なすぎると知った。ワシントンに状況を報告する手紙を書き、バレーフォージへ戻る計画を立てた。出発する前、ラファイエットが「Kayewla（恐ろしい騎手）」と記したオナイダ族を、アメリカ側で徴募した。バレーフォージでラファイエットは冬にケベックを侵攻しようとする戦争委員会の決定を批判した。大陸会議はこれに同意し、ゲイツは戦争委員会を去った。その間、米仏間で締結された同盟が1778年3月に公にされ、フランスが正式にアメリカの独立を承認した。

### バレン・ヒル、モンマス、ロードアイランド

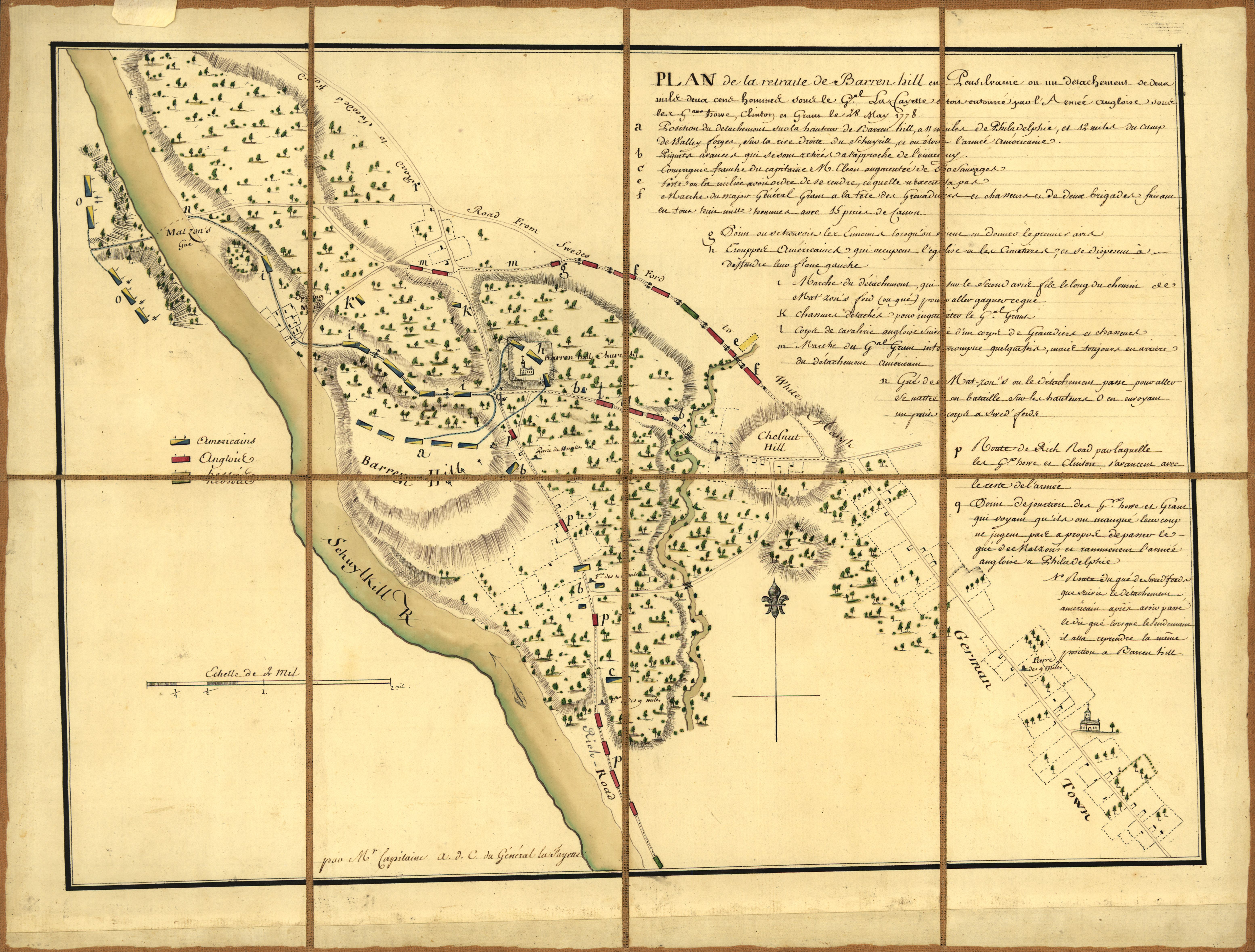
ラファイエットの副官、ミシェル・カピテーヌ・デュ・シェスノワ（Michel Capitaine du Chesnoy）によるバレン・ヒルの戦いの地図。

フランスの介入の兆候に対して、イギリスはニューヨークに陸海軍を集結しようとし、1778年5月にフィラデルフィアへ撤退を開始した。ペンシルバニアのバレン・ヒル付近を偵察するため、ワシントンは5月18日、ラファイエットと兵2,200名を送り出した。その翌日、イギリス軍は近くでラファイエットが宿営していることを知り、彼を捕らえるため兵5,000名を送った。ハウは5月20日、さらに6,000名を率いてラファイエットの左翼へ攻撃を命令した。側面を崩されたものの、イギリス軍が優柔不断でいる間に、ラファイエットは秩序立った退却を行った。数的優位を装うため、ラファイエットは兵士に、岩（現在のラファイエット・ヒル）の上の森から姿を見せ、イギリス軍を繰り返し射撃するよう命令した。ラファイエットの部隊は同時に切通経由で脱出し、マットソンの浅瀬（Matson's Ford）を渡河することができた。

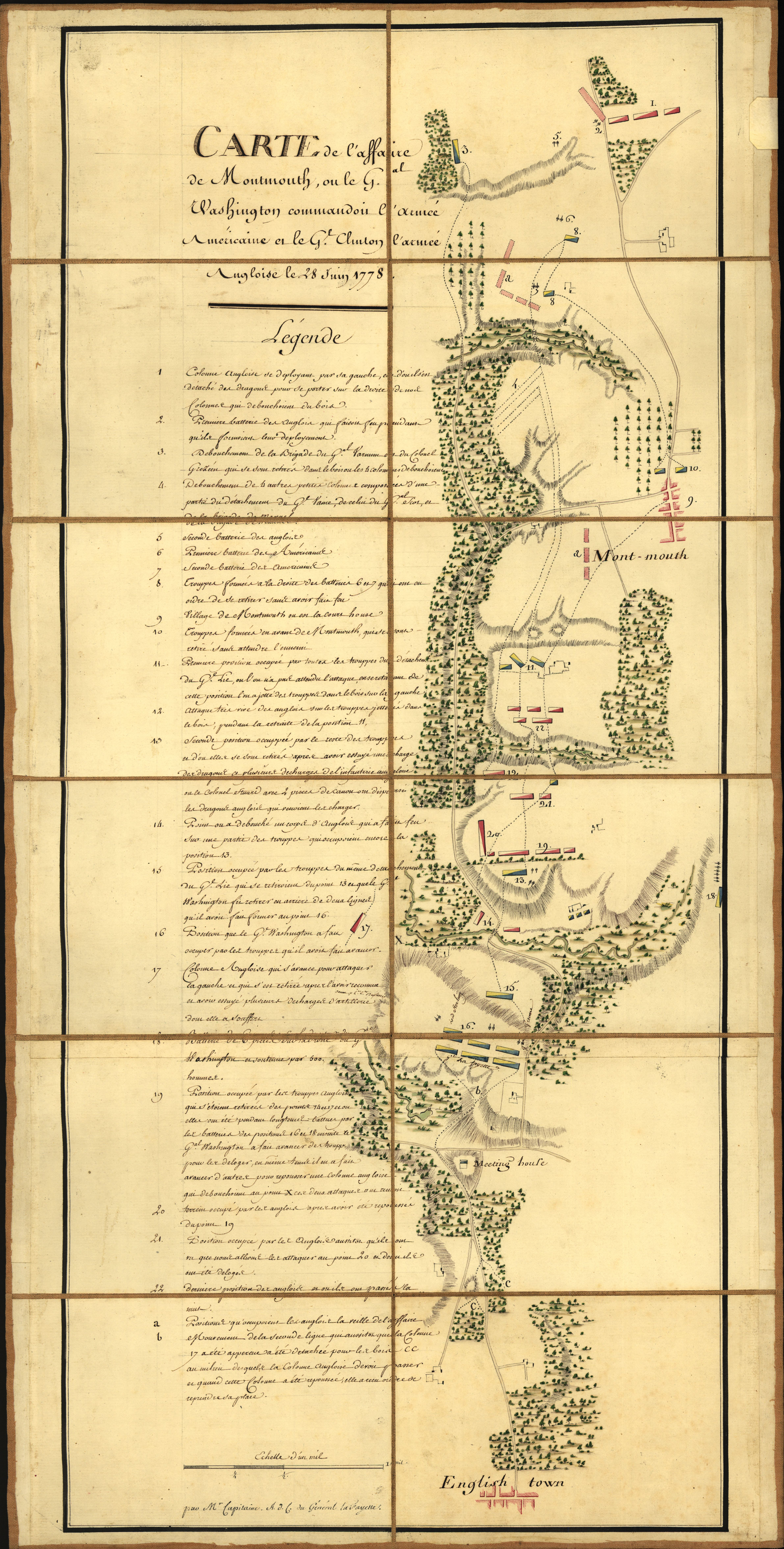
ラファイエットの副官であったミシェル・カピタン・ドゥ・シェスノイ（Michel Capitaine du Chesnoy）によるモンマスの戦いの地図。

その後イギリス軍はフィラデルフィアからニューヨークへ移動した。大陸軍は後を追い、ニュージャージー中部のモンマス・コートハウスで攻撃をかけた（モンマスの戦い）。当初ラファイエットが兵4000を率いる指揮官となったが、戦いが大きくなりそうなのを見てチャールズ・リー将軍が指揮権を要求したため、ワシントンは指揮官をリー将軍に変更した。リーは6月28日にイギリス軍側面へ移動したが、戦闘開始後間もなく矛盾する命令を出し、アメリカ兵に混乱をもたらした。ラファイエットはワシントンに前線に出るよう伝言を送り、ワシントンが到着したときにはリーの兵が退却中であった。ワシントンはリーを罷免して自ら指揮を執り、アメリカ軍を立て直した。モンマスでかなりの損害を受けたイギリス軍は夜間に撤退し、無事ニューヨークへたどり着いた。
デスタン提督率いるフランス艦隊が1778年7月8日、デラウェア湾に到着。ワシントンはフランス艦隊とともに、北部のイギリス軍根拠地であるニューポートを攻撃する計画を立てた。ラファイエットとグリーン将軍が攻撃参加のため3000名の兵士とともに派遣された。ラファイエットは仏米連合軍の指揮を執ることを望んだが、デスタンに拒絶された。8月9日、アメリカ軍はデスタンに相談することなくイギリス軍を攻撃。アメリカ軍はデスタンに艦隊をナラガンセット湾に入れるよう要請したが、デスタンは拒否し、海上でイギリス艦隊を破ろうとした。その海戦は嵐が両軍の艦隊を四散させ被害を与えたため決着せずに終わった。

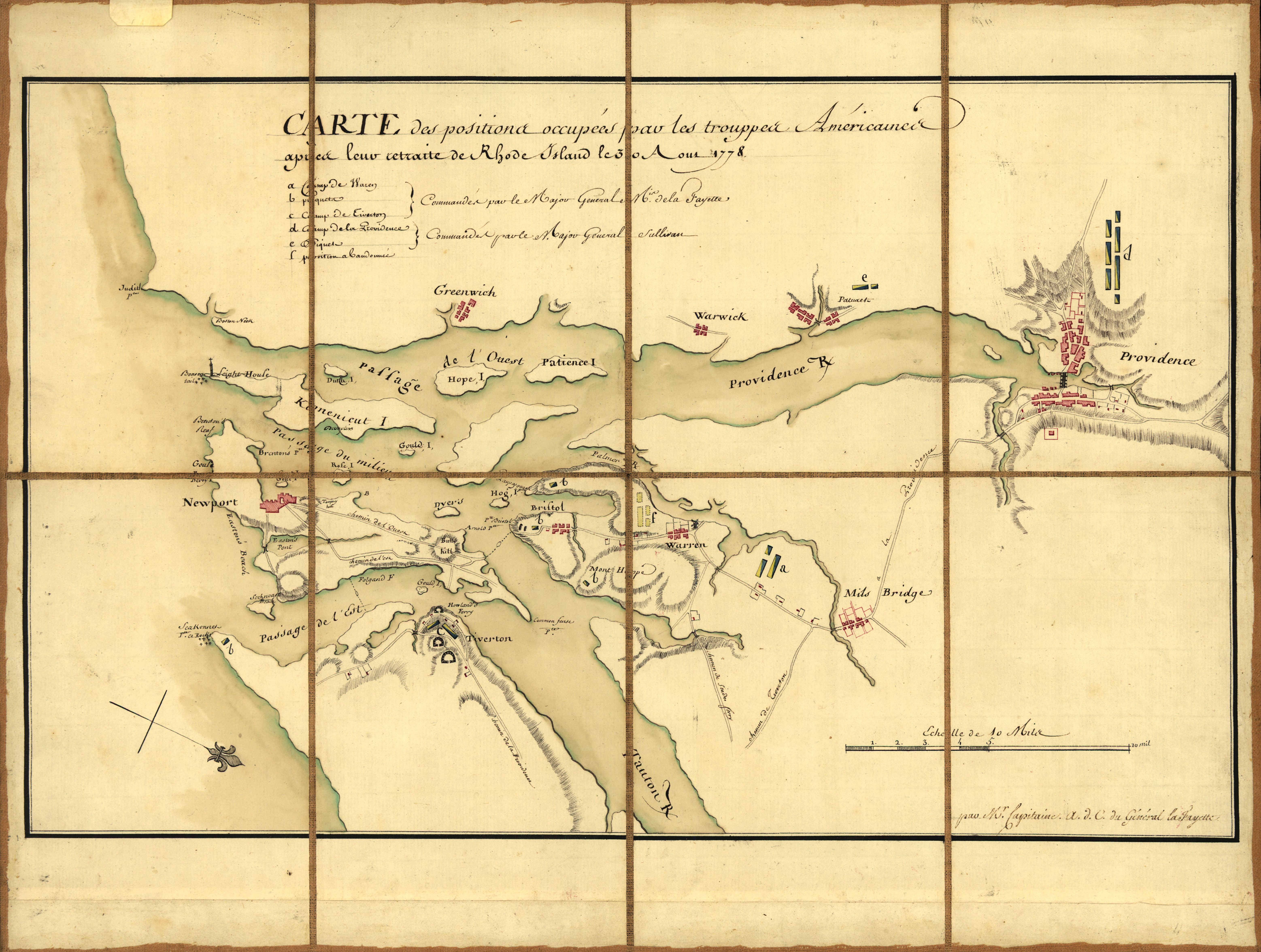
1778年8月30日時点の、ナラガンセット湾周辺のラファイエットとサリバンの配置を記したフランス軍の地図。

デスタンは修理のため艦隊をボストンに向かわせたが、フランス艦隊がニューポートから逃げたと考えたボストン市民の抗議行動に遭った。ジョン・ハンコックとラファイエットが事態を沈静化させるため派遣され、その後ラファイエットはデスタンの行動により撤退が必要になったロード島へ戻った。これらの行動に対して大陸会議は、ラファイエットは「勇敢かつ熟練、慎重」であると評した。ラファイエットは戦争を拡大させて、フランスの旗の下で、アメリカの他地域や、更にはヨーロッパでイギリス軍と戦うことを望んだが、その提案はあまり関心を持たれていないと知った。1778年10月、ラファイエットはワシントンと大陸議会にフランスへの帰国を要望し認められる。そして大陸議会はラファイエットに儀礼剣を贈ることを議決した。病気のため出発が遅れたものの、ラファイエットは1779年1月にフランスへ向け出航した。

### フランスへ帰国
ラファイエットは1779年2月パリに帰着したが、国王の命に背いてアメリカに行ったため、8日間の軟禁となった。これは単にルイ16世の顔を立てたにすぎず、ラファイエットは英雄として歓迎され、すぐに王との狩りに招待された。アメリカの使節が病気のため、ベンジャミン・フランクリンの孫ウィリアム・テンプル・フランクリンがラファイエットに大陸会議から託された金メッキの儀礼剣を贈った。
ラファイエットは自らフランス軍を率いてイギリスへ侵攻することを主張した。スペインが対イギリスの同盟国となり、支援のためイギリス海峡へ艦船を送ったが、スペイン艦は1779年8月まで到着せず、フランス・スペイン連合艦隊が捕捉できないイギリスのより高速な艦隊に接敵された。9月に侵攻計画は破棄され、ラファイエットはその望みをアメリカへ戻ることに変更した。1779年12月、アドリエンヌはジョルジュ・ワシントン・ラファイエットを産んだ。
ラファイエットはベンジャミン・フランクリンとともに、ジャン＝バティスト・ド・ロシャンボー将軍率いる6,000の兵をアメリカへ送る約束を守るため活動した。ラファイエットはアメリカ軍の少将に復帰し、米仏各軍を指揮するロシャンボーとワシントンとの連絡係となることになった。1780年3月、フリゲート艦「エルミオンヌ」でアメリカへ向け、ロシュフォールを出発、同年4月27日にボストンに到着した。

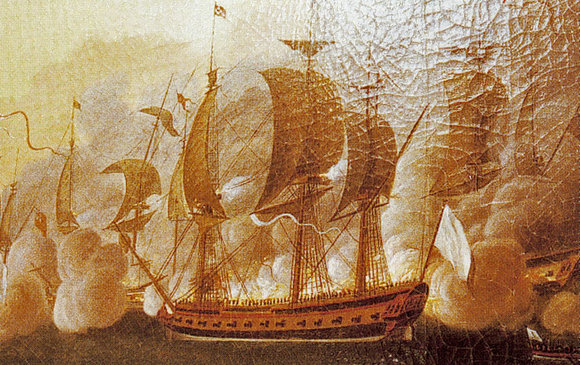
1780年にラファイエットをアメリカへ運んだフランスのフリゲート艦「エルミオンヌ」

### 二度目のアメリカ行
ラファイエットはアメリカに戻ると、独立運動が特に南部における数度の軍事的敗北により停滞していることを知った。ラファイエットはあたかも「アメリカを救うために騎士道時代から来た、輝く鎧を身に付けた騎士」として見られ、ボストンでは熱狂的に歓迎された。彼は南西へ向かい、1780年5月10日、モリスタウンでワシントンと再合流した。ワシントンとその幕僚は、フランスの大軍が彼らを支援するためアメリカに来ることをラファイエットに約束したと聞いて喜んだ。ラファイエットの人気を認識したワシントンは、ラファイエットに植民地の役人宛てにより多くの兵士と食料を大陸軍へ供出するよう促す手紙を書かせた（アレクサンダー・ハミルトンがスペルを直した）。これはラファイエットがフランス艦隊の到着を待つ間、数か月で実を結んだ。しかし艦隊が到着した時には思ったより少ない兵士と物資しかなく、ロシャンボーは増援を待ち、それからイギリス軍と戦うことに決めた。ニューヨークほかの地域を奪取する大胆な計画を提案したラファイエットは不満をあらわにし、ロシャンボーはラファイエットが謝罪するまで彼を受け入れることをはっきりと拒否した。ワシントンはラファイエットに我慢するよう忠告した。

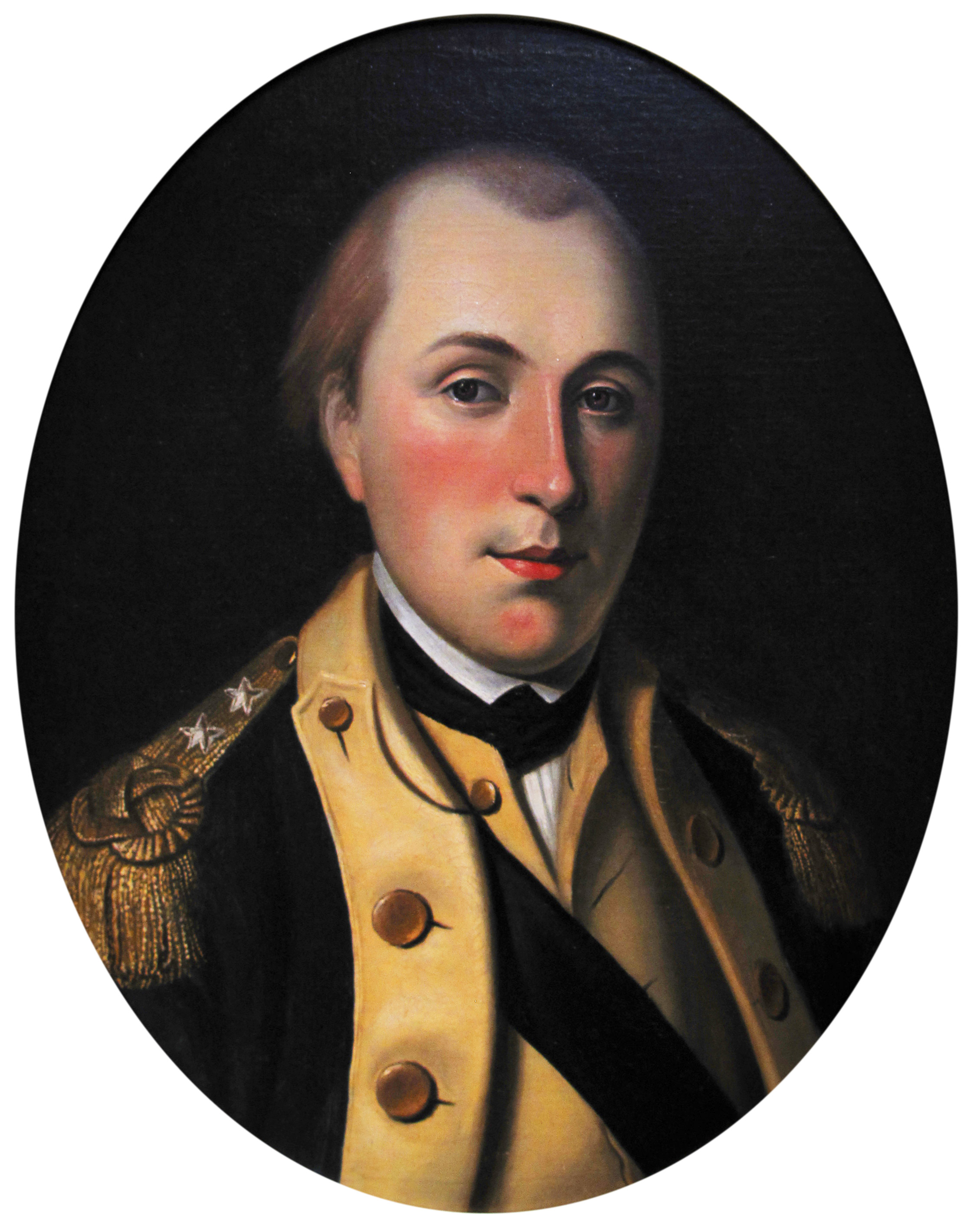
大陸軍少将の軍服を着たラファイエット。チャールズ・ウィルソン・ピール画。

その夏、ワシントンはラファイエットに1個師団を任せた。ラファイエットは自分の部隊に惜しげもなく金を使い、ノーザン・ニュージャージーとニューヨーク植民地をパトロールした。ラファイエットは重要な行動をすることもなく、11月にワシントンは師団を解散させ、兵士をそれぞれの植民地連隊へ戻した。戦況はアメリカにとって良くなく、南部における大半の戦闘は不利に運び、そしてベネディクト・アーノルド将軍はイギリス軍に寝返った。
ラファイエットは1780-81年の冬のはじめをフィラデルフィアで過ごし、アメリカ哲学協会は彼を外国人初の会員に選んだ。大陸会議はラファイエットにフランスへ帰国し兵士と物資を支援するロビー活動を行うよう頼んだが、ラファイエットは拒否し、代わりに手紙を送った。
大陸軍が1781年1月のサウスカロライナにおけるカウペンスの戦いで勝利した後、ワシントンはラファイエットに、フィラデルフィアの彼の部隊を再編成し、ヴァージニアへ向かい、フリードリッヒ・ヴィルヘルム・フォン・シュトイベンが指揮する部隊と合流するよう命令した。この連合部隊はベネディクト ・アーノルドが指揮するイギリス軍を、海への脱出を阻止するフランス艦隊とともに捕捉しようとした。もしこれに成功していれば、アーノルドは直ちに絞首刑になっていた。ラファイエットと彼の部隊の一部（残りはアナポリスに残された）はヨークタウンでシュトイベンに合流することができたが、イギリス側が制海権を握り計画は防がれた。シュトイベンはワシントンに陸上部隊とフランス艦隊を用いてチャールズ・コーンウォリス率いるイギリスの本隊を罠にかける計画を提案した。ワシントンから新たな命令を受けなかったラファイエットはペンシルベニアへ向け北へ移動を開始したが、結局、軍事行動が想定されるヴァージニアへ移動するよう命令されるだけに終わった。激怒したラファイエットは決定的な戦いが他の場所で行われているのに僻地に見捨てられていると思い込み、無駄に命令に反対した。また、フィラデルフィアにいるフランス大使のアンヌ＝セザール・ド・ラ・ルゼーヌに、部隊の補給が乏しい状態にあるとの手紙を送った。ラファイエットが望んだとおり、ルゼーヌは強力なフランスの支援を勧告する手紙を本国に送った。これは国王に承認され、来るべき戦いで決定的な役割を担うこととなる。手紙がイギリス軍に奪われることを恐れていたワシントンは、勝負を決する戦役でコーンウォリスを罠にかけようと計画していることをラファイエットに伝えることができなかった。

### バージニアおよびヨークタウン

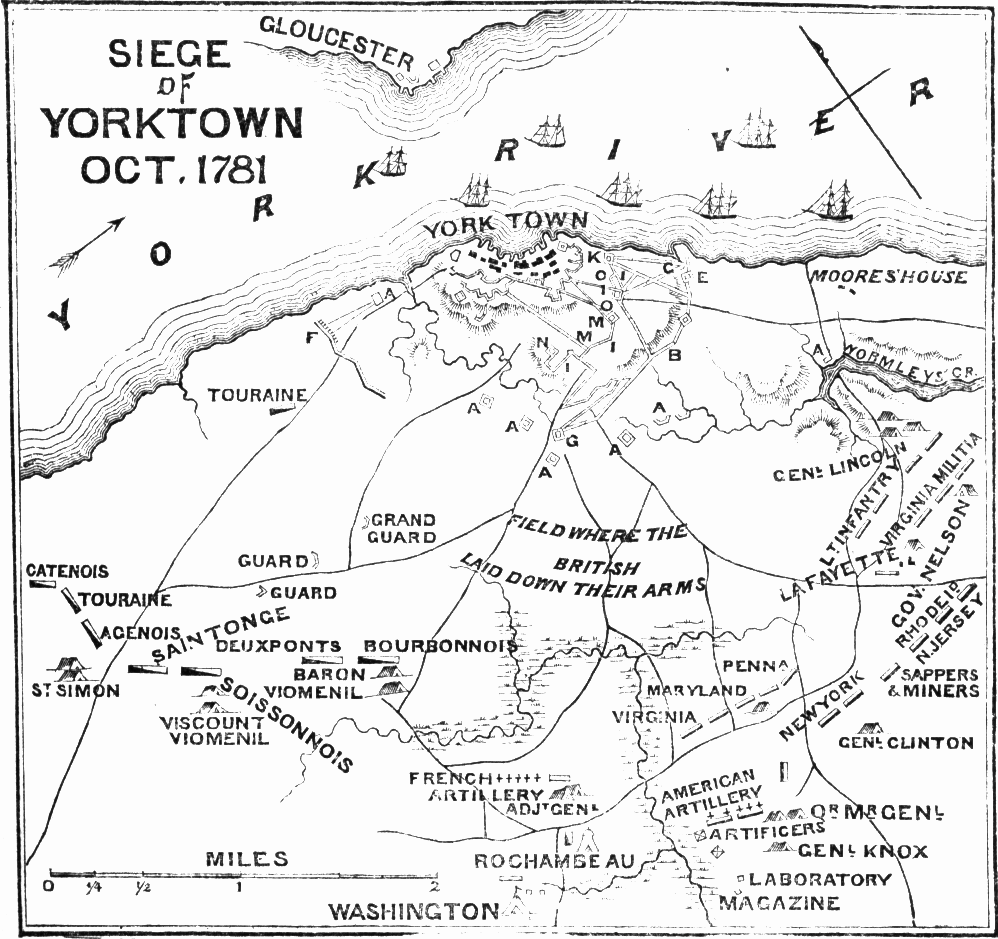
ヨークタウンの戦いの重要地点の地図

ラファイエットは、リッチモンドで彼を捕らえようとするコーンウォリスから逃れた。1781年6月、コーンウォリスはチェサピーク湾へ前進し、陸路でのフィラデルフィア攻撃に備えて港の建設を監督するよう、ロンドンから命令を受けた。イギリス軍が移動すると、ラファイエットは小部隊を送り、不意に現れては後衛や徴発隊を攻撃し、もっと多くの軍勢がいるように印象付けた。
7月4日、イギリス軍はウィリアムズバーグを去り、ジェームズ川の渡河にとりかかった。コーンウォリスは、ラファイエットを待伏せようとして、南岸に前衛だけを渡河させ、残りの部隊の多くを北岸の森の中に隠した。7月6日、ラファイエットはアンソニー・ウェイン将軍に約800の兵で北岸のイギリス軍を攻撃するよう命令した。ウェインは自軍の兵力が大幅に劣ることに気づいたが、退却せず銃剣突撃を行った。アメリカ軍は突撃により時間を稼ぎ、イギリス軍は追撃しなかった。このグリーンスプリングの戦いはコーンウォリスの勝利となったが、アメリカ軍は兵士が勇敢さを示したことで力づけられた。
8月までにコーンウォリスのイギリス軍はヨークタウンに入った。ラファイエットはマルバーン・ヒルに陣を置き、ヨーク川近くでハンプトン・ローズにいるイギリス艦隊を守るための陣地を建設する命令を受けたイギリス軍を取り囲むように砲兵を並べた。ラファイエットの封じ込め行動は、フランス艦隊が到着しチェサピーク湾の海戦で勝利し、コーンウォリスから海軍の援護を奪ったことでイギリス軍を追い詰めた。9月14日にワシントンの軍がウィリアムズバーグでラファイエットらと合流。9月28日、フランス艦隊の港湾封鎖と合わせヨークタウンを包囲した。イギリス軍に残された2つの堡塁も10月14日、アレクサンダー・ハミルトンが第10堡塁を、ラファイエット率いる400名が第9堡塁を占領した。イギリス軍の反撃も失敗し、コーンウォリスは10月19日に降伏した。

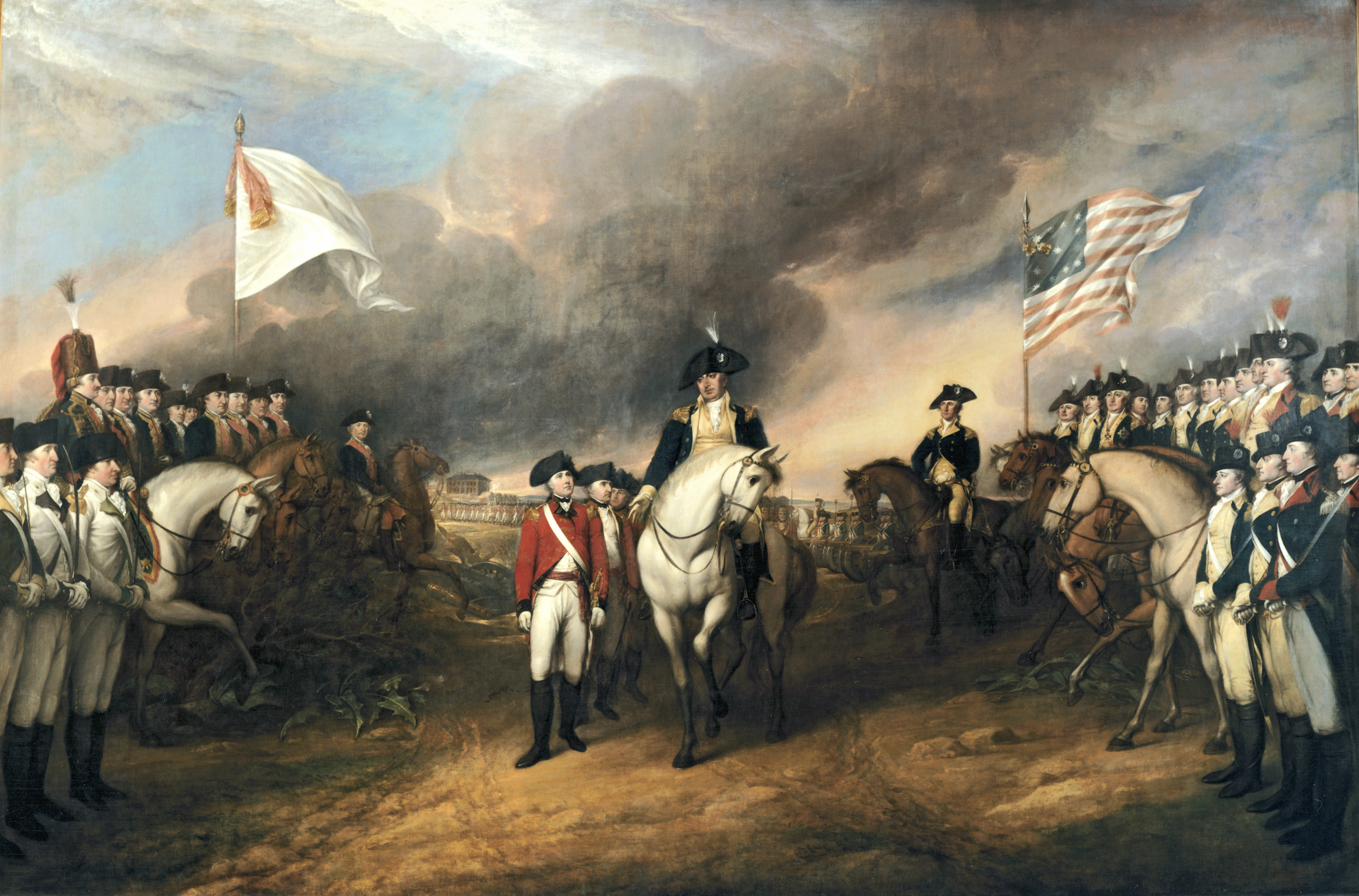
コーンウォリス卿の降伏（ジョン・トランブル）

## 両大陸の英雄
ヨークタウンの戦いはアメリカ独立戦争の最後の大規模戦闘であったが、イギリスは未だに主要な港湾都市を数か所保持していた。ラファイエットはそれらへの遠征を望んだが、ワシントンはフランスに追加の海軍支援を求めるのが有益だと考えた。大陸議会はラファイエットを、ヨーロッパにいるアメリカの使節、パリのベンジャミン・フランクリン、マドリードのジョン・ジェイ、ハーグのジョン・アダムズのアドバイザーに任命し、使節に対しては「ラファイエットとコミュニケーションを図り、全て彼に同意する」よう指示した。またルイ16世に対し、ラファイエットの行動を称賛する公文書を送った。
ラファイエットは1781年12月18日にフランスへ向けボストンを出発。帰国すると英雄として歓迎され、1782年1月22日にはヴェルサイユ宮殿で歓待を受けた。娘の誕生に立ち会い、トマス・ジェファーソンの勧めでマリー＝アントワネット・ヴァージニー（Marie-Antoinette Virginie）と名付けた。いくつもの階級を飛び越え、少将に任命され、聖ルイ勲章シュバリエを授与された。1782年、まだ公式な平和条約が締結されていなかったイギリス領西インドに対するフランス・スペインの遠征に取り組んだが、1783年に英米間でパリ条約が締結され遠征は中止された。ラファイエットはそれらの交渉に関わっていた。
ラファイエットはジェファーソンとともに、アメリカの対仏債務の削減を狙い、両国間の貿易協定締結に向け働いた。また、奴隷貿易の終了と解放黒人の権利の平等を提唱する、フランスの奴隷制度廃止グループ黒人の友協会に加わった。ラファイエットは、奴隷所有者であるワシントンへ1783年の手紙で、奴隷を解放し彼らを小作農とすることを勧めた。ワシントンはラファイエットの考えに関心を示したが、奴隷解放は拒否した。一方ラファイエットは計画実現のため、 フランス領ギアナのプランテーションを購入した。

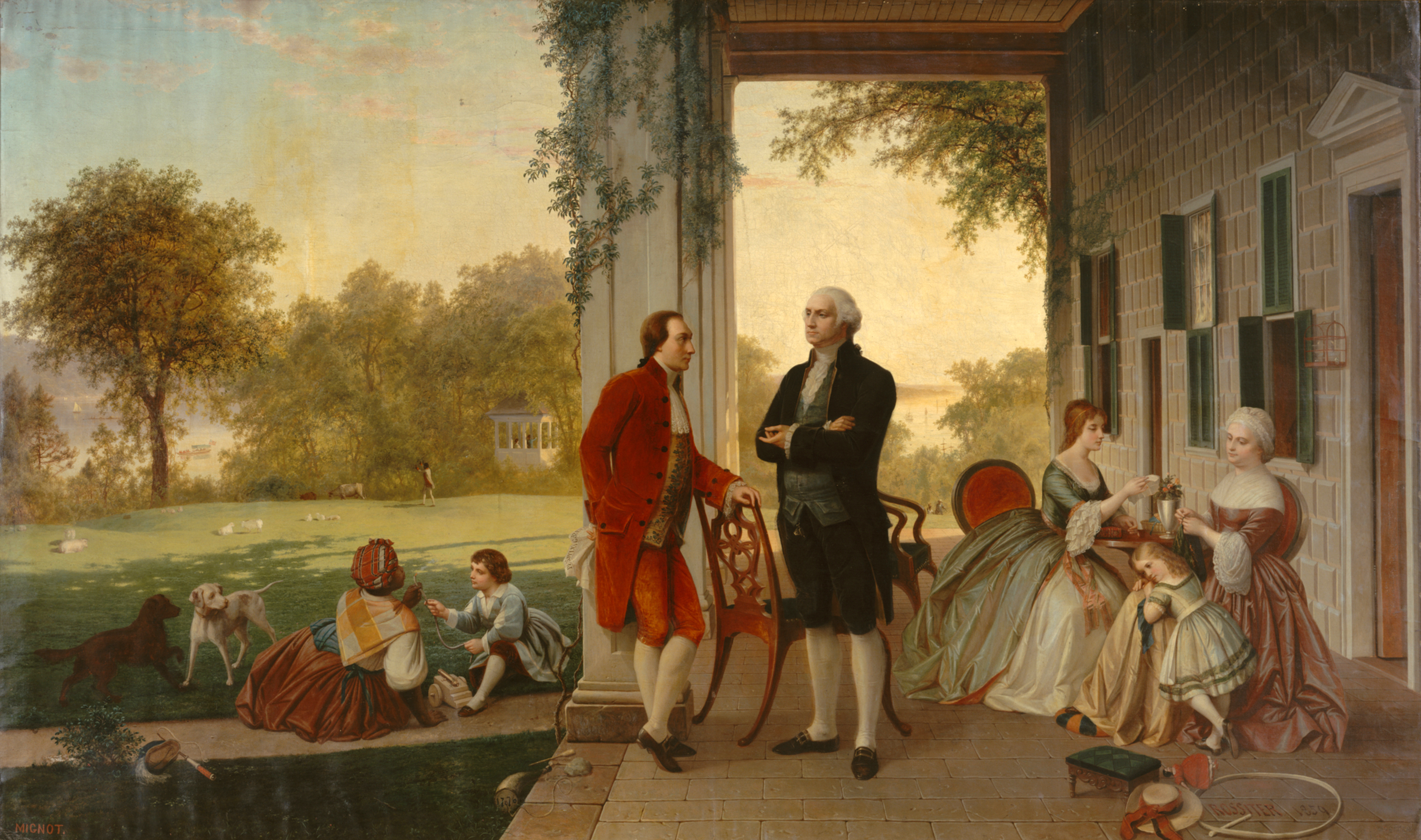
1784年、マウント・バーノンのラファイエットとワシントン

ラファイエットは1784年から1785年にかけアメリカを訪問し、訪れた全ての州で熱狂的な歓迎を受けた。8月17日にはマウント・バーノンにあるワシントンの農場も訪れた。ヴァージニア州議会下院では演説を行い、「全人類の自由」を求め、奴隷解放を訴えた。また、ペンシルベニア州議会では連邦樹立への支援を訴えた。1778年に会ったことがある者もいる、イロコイ族との和平交渉に参加するためニューヨークのモホーク・バレーを訪れた。ハーバード大学から名誉学位を、ボストン市からワシントンの肖像画を、ヴァージニア州からは胸像を贈られた。メリーランド州議会は彼と彼の男性相続人を「州の生まれながらの市民」とし称えた。そして1789年のアメリカ合衆国憲法批准後には、合衆国の生まれながらの市民とされた。後に、ラファイエットはフランスに市民権という概念が生まれる前にアメリカ市民になったことを自慢した。コネチカット、マサチューセッツ、ヴァージニア各州もラファイエットに市民権を与えた。
ラファイエットは、パリのブルボン通り（rue de Bourbon）にあった自邸（Hôtel de La Fayette）をアメリカ人の集合所とした。ベンジャミン・フランクリン、ジョン・ジェイ夫妻、ジョン・アダムズ、アビゲイル・アダムズは毎週月曜日にそこで会い、ラファイエットの家族や、クレモン＝トネール伯爵、 スタール夫人など自由主義者の貴族と食事をした。ラファイエットはフランス国内のアメリカ産品に対する貿易障壁を下げる活動を続け、フランクリンとジェファーソンがヨーロッパ諸国と友好・通商条約を結ぶのを手伝った。また、一世紀前のナントの勅令の廃止以来、フランスのユグノーが耐えてきた不当な仕打ちを正そうとした。
1785年にはプロイセンの軍事演習を見学するためシレジアへ行き、国王フリードリヒ2世に、続いて訪問したオーストリアでは皇帝ヨーゼフ2世にそれぞれ謁見するなど、ヨーロッパ諸国の君主や貴族と交友を深めた。1786年、公爵領への昇格を企図し、オーベルニュのランジャックを188,800リーブルで購入し領地を拡大したが、公爵昇進は実現しなかった。

## フランス革命

### 名士会と三部会

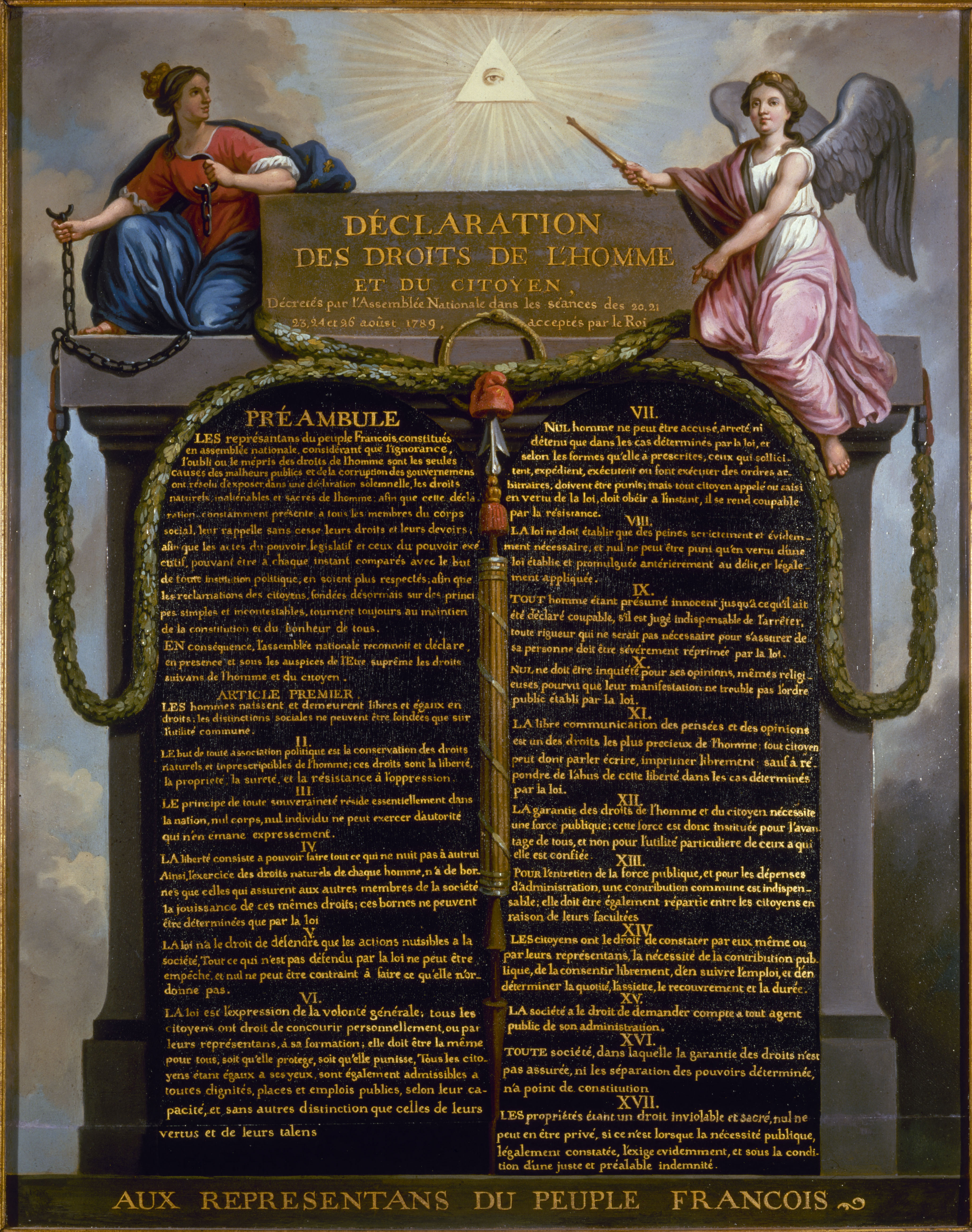
ラファイエットが三部会に提案した「人間と市民の権利の宣言」

1786年12月29日、ルイ16世はフランスの財政危機に対処するため、名士会を招集。ラファイエットは1787年2月22日に名士会に任じられた。演説の中でラファイエットは、政府の土地買収の高度な知識から利益を得ている宮廷内の人間関係を非難し、その改革を提唱した。そしてフランス全土を代表する「真の国民議会」を求めた。ルイ16世は代わりに1789年に三部会を開催することとし、ラファイエットはリオンから貴族（第二階級）議員に選出された。三部会は伝統的に、3つの身分、聖職者、貴族、平民が身分毎に一票投票する、つまり平民が投票に負けるものであった。
三部会は1789年5月5日に召集されたが、最初から、一票を議員一人毎にするか身分毎にするかの議論で紛糾した。身分毎なら貴族と聖職者で平民に投票で勝つことができる一方、議員毎にすれば人数で上回る平民が議事を支配することができる。会議の前に、「30人委員会」のメンバーとしてラファイエットは身分毎ではなく議員毎一票を煽った。ラファイエットは自分が属する貴族階級の過半数の同意を得ることができなかったが、聖職者は喜んで平民側に付き、6月17日、このグループは自ら国民議会と名乗った。王党派は彼らを議場から締め出し、国民議会側は室内球戯場に集まり集会を行った。これが「球戯場の誓い」であり、排除された議員たちは憲法が制定されるまで離脱しないことを誓った。国民議会は会合を続け、7月11日にラファイエットは、ジェファーソンの助言を受け執筆した「人間と市民の権利の宣言」の草案を議会に提示した。同日、財務総監で改革者とみられていたジャック・ネッケルが罷免されると、弁護士のカミーユ・デムーランが武装した群衆を率いる。ルイ16世はブロイ公爵が率いる軍隊でパリを包囲したが、7月14日に群衆がバスティーユ要塞を襲撃した。

### 国民衛兵、ヴェルサイユ、短剣の日

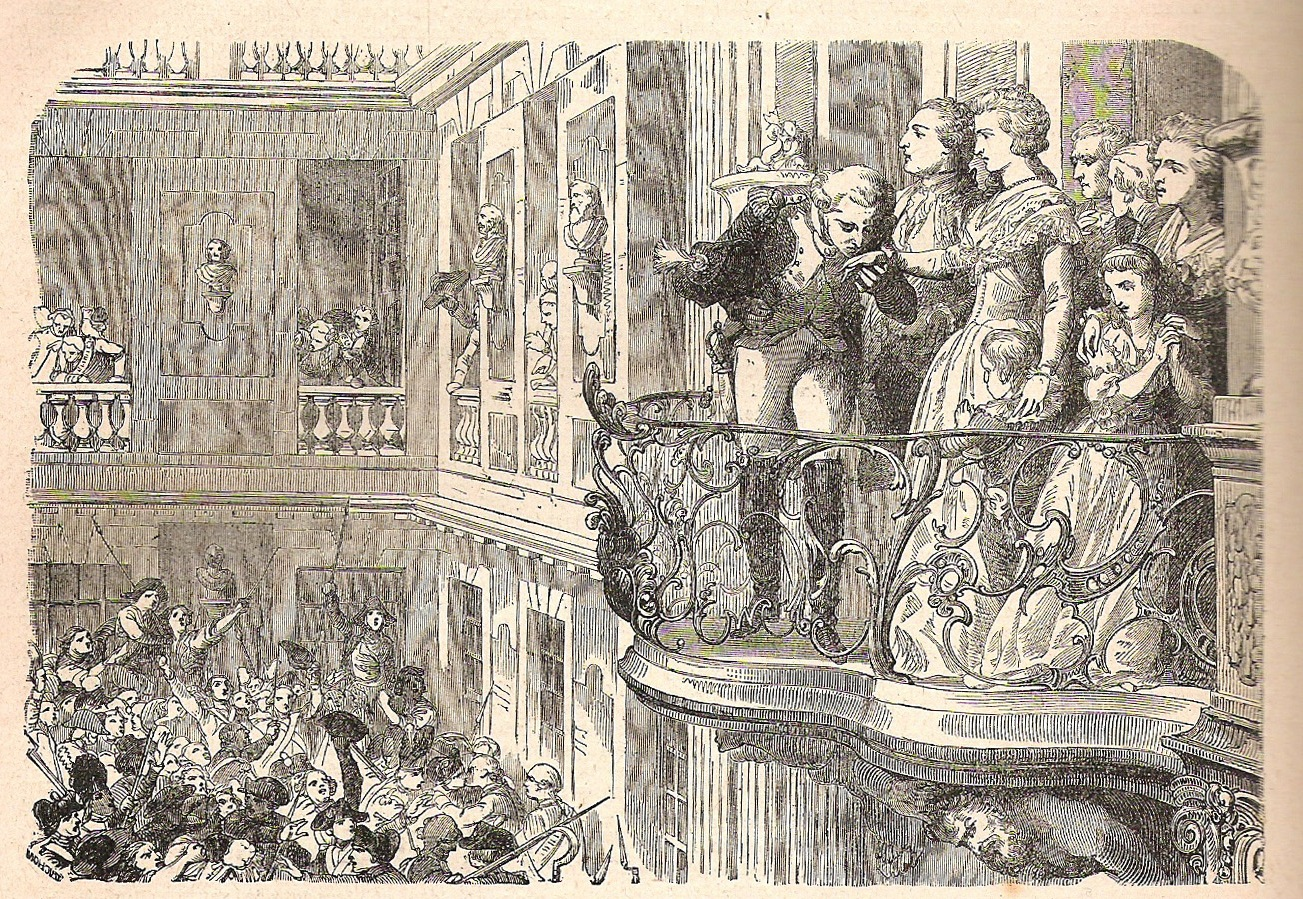
マリー・アントワネットと共にヴェルサイユ宮殿のバルコニーに立つラファイエット

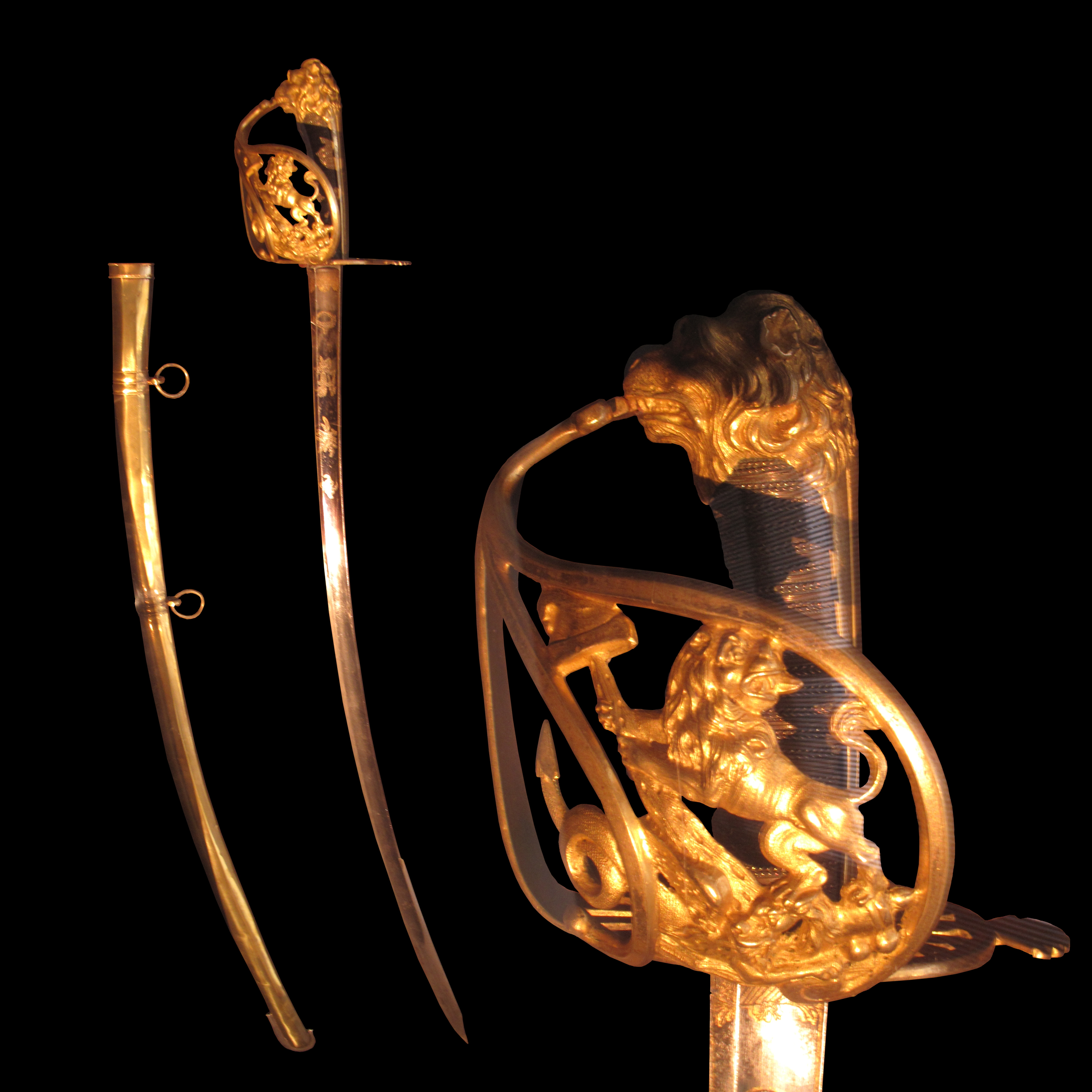
パリのフランス軍事博物館に展示されている、ラファイエットの国民衛兵の将軍時代のサーベル

7月15日、ラファイエットは、議会の下で治安を維持するために設立された武装組織である国民衛兵の司令官に任命された。ラファイエットはその名称と、シンボル（青・白・赤の円形章）を提案した。パリ市の赤と青に王家の白を組み合わせたもので、フランス三色旗の原型となった。ラファイエットは国民衛兵司令官として困難に直面した。王と多くの王党派がラファイエットとその支持者を革命同然とみなす一方、平民の多くはラファイエットが国王の権力維持を助けようとしていると感じていた。
国民議会は8月26日に人間と市民の権利の宣言を採択したが、10月2日、ルイ16世はこれを拒否した。その3日後、魚屋の女性たちに率いられたパリ市民がパン不足を訴えてヴェルサイユへ行進した。ラファイエットは渋々国民衛兵を連れ、行進の後に続いた。ヴェルサイユで、ルイ16世は人権宣言に対する議会の決議を受け入れたが、パリに行くことを拒否したため、夜明けに群衆が宮殿になだれ込んだ。ラファイエットは国王一家を宮殿のバルコニーに出し秩序を取り戻そうとしたが、群衆は国王一家をパリのテュイルリー宮殿に連れて行こうとしていた。ルイ16世がバルコニーに出ると群衆は「国王万歳！」と繰り返した。マリー・アントワネットは子供とともに現れたが、子供たちに中に戻るよう言った。マリー・アントワネットは独り戻り、人々が彼女を撃つと叫んだが、彼女はそこに留まり、発砲も無かった。ラファイエットがマリー・アントワネットの手にキスすると、群衆から歓声が起こった。

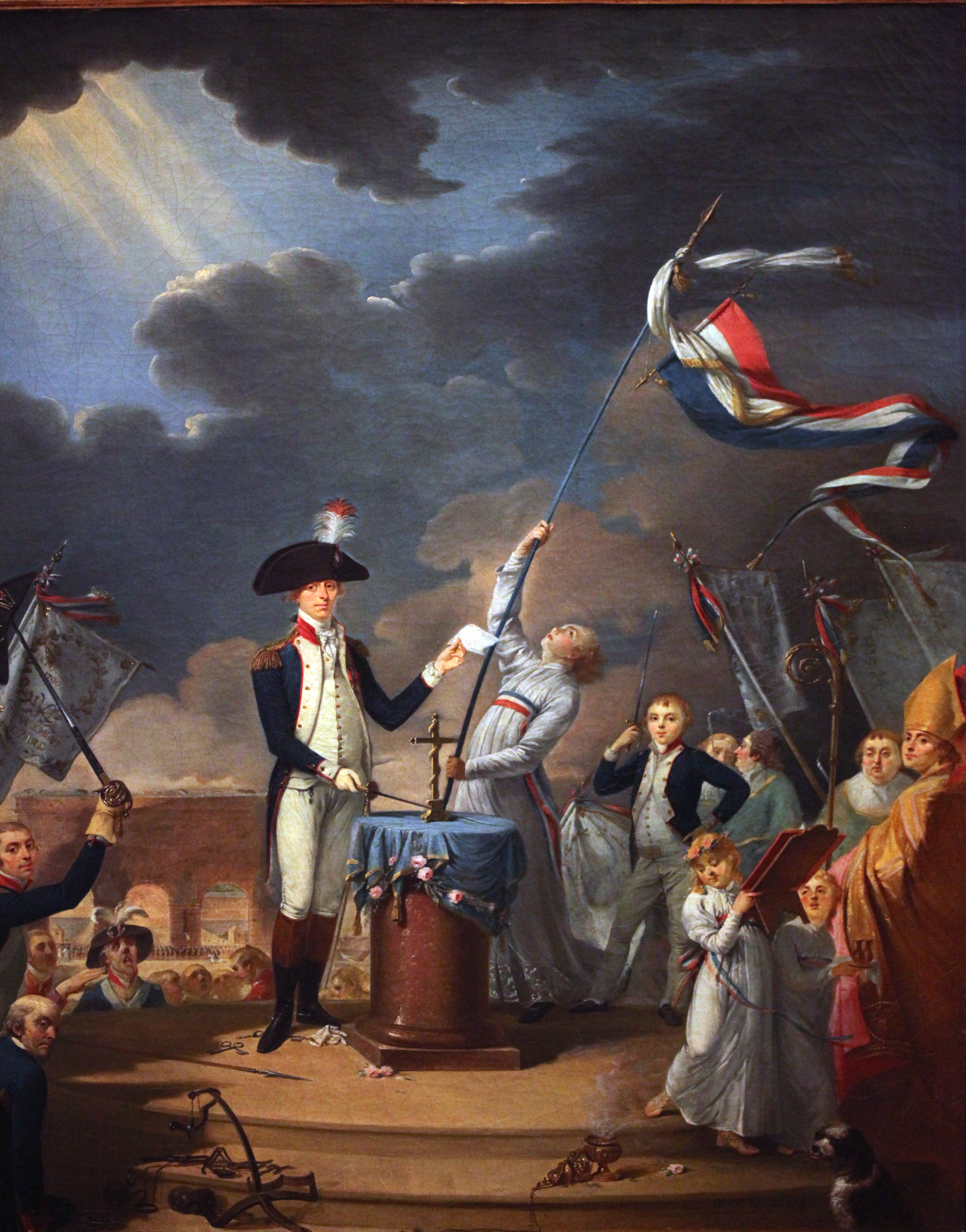
1790年7月14日の連盟祭におけるラファイエットの宣誓。
フランス革命博物館所蔵。

急進派が影響力を増す中にあっても、ラファイエットは国民衛兵司令官として、秩序を維持し中道であろうとした。彼とパリ市長ジャン＝シルヴァン・バイイは、1790年5月12日、急進的なジャコバン派の影響力とバランスを取ることを目的とした政治組織、1789年の会を設立した。7月14日にシャン・ド・マルスで開かれた連盟祭では大群衆を前に、「国民議会で採択され国王が同意した憲法を最大限の力で支持するために、国家、法、国王に対し忠誠を誓う」と宣誓した。続いて軍隊と国王も宣誓を行った。
ラファイエットは続く数か月、秩序維持のために働き続けた。1791年2月28日、ヴィンセンヌでの紛争を処理するため、国民衛兵の一部とともにチュイルリーを出発した。彼がいない間、武装した数百名の貴族が国王を守るためにテュイルリー宮殿に集まった。だがこれは、貴族が国王を連れ去り、反革命のトップに立てようとしているとの噂になった。ラファイエットはすぐにテュイルリーに戻り、一瞬の膠着状態の後、貴族たちを武装解除した。この一件は短剣の日と呼ばれ、迅速に国王を守ったことでラファイエットの人気拡大を後押しした。にもかかわらず、国王一家はますます宮殿の囚人と化していった。4月18日には国民衛兵がラファイエットの命令に背き、群衆と一緒に、ルイ16世がミサに出席する予定だったサン＝クルーへの出発を阻止した。

### 失墜：ヴァレンヌ事件とシャン・ド・マルスの虐殺
1791年6月20日のヴァレンヌ事件として知られる策謀で、ルイ16世は国外脱出一歩手前までいった。ラファイエットは国民衛兵の指揮官として国王一家の保護責任を負っていたが、そのためにジョルジュ・ダントンのような急進派から非難され、マクシミリアン・ロベスピエールからは民衆への裏切者と名指しされた。これらの非難によりラファイエットは王党派であると印象付けられ、その名声はダメージを負い、ジャコバン派や他の急進派の力を強化した。ラファイエットは法に基づく統治を訴え続けたが、暴徒とそのリーダーにかき消された。

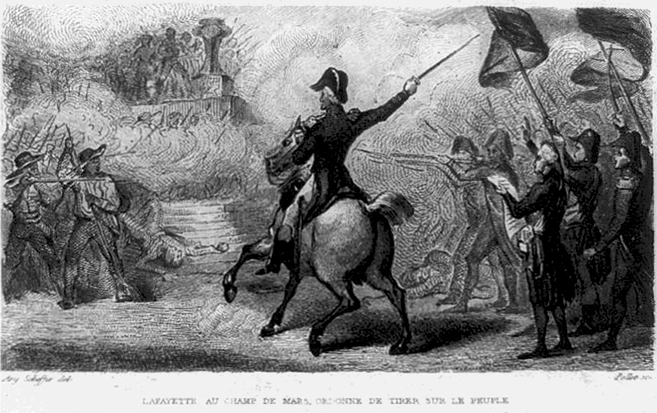
シャン・ド・マルスの虐殺を描いた絵。中央に剣を持つラファイエットがいる。

ラファイエットの評判は1791年後半まで低下を続けた。急進派のコルドリエ・クラブは7月17日に、王政廃止か、国民投票でそれを決めるかを求める国民議会への請願書への署名を集めるイベントをシャン・ド・マルスで開催した。集まった市民は約1万人に達し、スパイと疑われた2人が絞首刑となった。ラファイエットは治安回復のため部隊を率いてシャン・ド・マルスへ向かったが、銃撃や投石にあった。竜騎兵が崩れると、兵士が群衆に向かって発砲し、多数の死傷者が出た。戒厳令が出され、ダントンやジャン＝ポール・マラーなど、暴徒のリーダーたちは逃亡し身を隠した。この虐殺の後、市民の間でのラファイエットの評判は、王室の利益に同調していると信じられて劇的に悪化した。虐殺直後、暴徒がラファイエットの家を襲い、妻に危害を加えようとした。国民議会は9月に憲法を完成させ、それを見てラファイエットは10月初旬に国民衛兵を辞職した。

### 戦争、そして亡命
ラファイエットは1791年10月8日にパリを離れ、オーベルニュの領地へ戻った。11月にはパリ市長選挙に立候補したが、ジロンド派の候補に大敗した。1792年4月20日、フランスはオーストリアに宣戦布告し、オーストリア領ネーデルラント（現在のベルギー）への侵攻準備を開始した。1791年6月30日に中将に昇進していたラファイエットは、同年12月14日、3つの軍のうちの1つ、メスを拠点とする中央方面軍の司令官となった。ラファイエットは、徴募兵と国民衛兵の団結力を高めるために最善を尽くしたが、兵士の多くはジャコバン派のシンパであり、上官を嫌っていた。この感情は軍隊でよく見られ、マルカンの戦いの後には、敗走したフランス兵が指揮官のテオバルド・ディヨンをリールに連れ込み、暴徒が殺害したこともあった。軍司令官の一人、ロシャンボーは辞任した。ラファイエットは、もう一人の司令官ニコラ・リュクネールとともに、軍隊が再び戦闘を行ったら何が起こるか懸念して、和平交渉の開始を議会に要請した。
1792年6月、ラファイエットは議会への軍事郵便を通じて急進派の影響力が増していることを批判し、急進派を「力によって終わらせたい」と手紙をしめくくった。これは時機を見誤ったもので、パリは急進派が完全に支配していた。ラファイエットはパリへ行き、6月28日にジャコバン派などの急進派を非難する激しい演説を行った。しかし軍を脱走したとして告発された。ラファイエットはジャコバン派に対峙する志願者を集めたが、わずかな人数しか現れなかったことで民衆の態度を知り、急いでパリを離れた。ロベスピエールはラファイエットを裏切者と呼び、暴徒が彼の人形を火刑にした。1792年7月12日、ラファイエットは北部方面軍の指揮官に異動となった。
国王と王妃に危害が加えられた場合にはオーストリアとプロイセンがパリを破壊すると警告した7月25日のブラウンシュヴァイクの宣言は、ラファイエットと国王一家に破滅をもたらした。8月10日に群衆がテュイルリー宮殿を襲撃し、国王と王妃は立法議会により、タンプル塔に幽閉された。立法議会が国王の権限を停止し、国王と王妃は数か月後に処刑されることになる。8月14日、司法大臣のダントンがラファイエット逮捕の令状を出す。ラファイエットはアメリカ行きを望んで、オーストリア領ネーデルラントへ逃亡した。

## 投獄

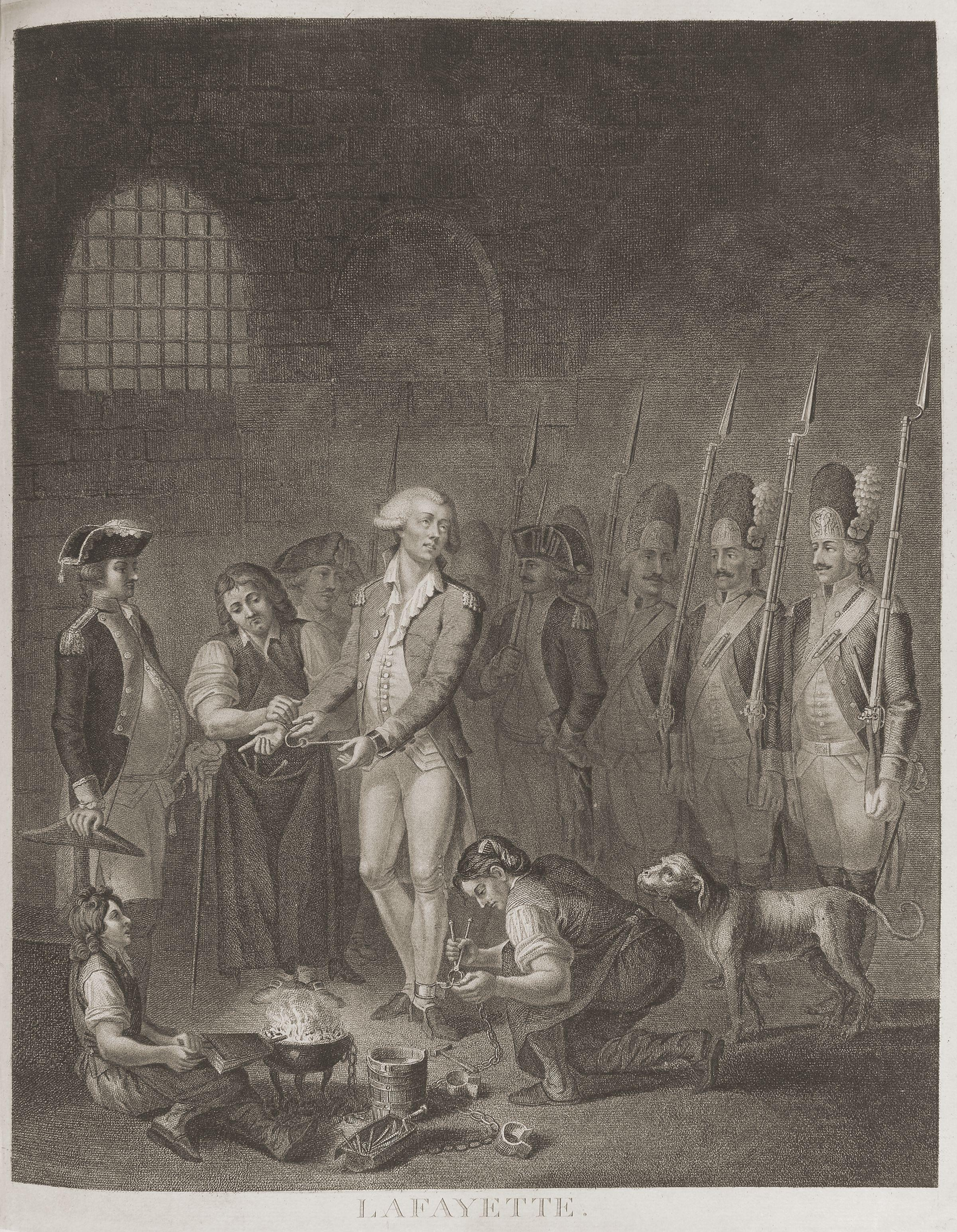
牢獄のラファイエット

ラファイエットはロシュフォール付近で、同行していた元フランス軍将校のジャン＝グザヴィエ・ブロー・ド・プシがフランス軍将校を代表してオーストリア領の通行許可を求めた際、オーストリアに捕らわれた。最初は他のフランスからの逃亡者同様に許可されたが、ラファイエットがいることが発覚すると取り消された。反フランスでオーストリアの同盟国であったプロイセンの国王フリードリヒ・ヴィルヘルム2世は、かつてラファイエットを受け入れたことがあったが、それはフランス革命前のことであった。今や、他国の君主制を転覆させるのを防ぐため拘禁するよう、革命の危険な扇動者とみなした。
ラファイエットはニヴェルに留められた後、ルクセンブルクへ移され、同盟軍の軍事裁判は、彼とプシ、他2人を革命での行動により国事犯であると宣告した。裁判は、復位したフランス国王が最終判決を宣告するまで、彼らの拘束を命令。1792年9月12日、裁判の命令に従い、プロイセンの管理下に移された。ラファイエットらはプロイセンの要塞都市ヴェセルに運ばれ、9月19日から同年12月22日までヴェセル要塞の不潔な独房に入れられた。フランス革命軍がラインラントを脅かすと、フリードリヒ・ヴィルヘルム2世は彼らを東のマクデブルクへ移し、1793年1月4日から1794年1月4日まで1年間、そこに留められた。
フリードリヒ・ヴィルヘルム2世は予想外に健闘するフランス軍と戦闘を続けても得るものは少なく、ポーランド王国のほうが容易に収穫を得られると判断した。そこでフランスとの武力対立を止め、捕虜をかつての同盟相手であるオーストリア皇帝フランツ2世に引き渡した。ラファイエットらは最初シレジアのナイセ（現在のポーランド領ニサ）に移された。1794年5月17日にオーストリア国境を越え、翌日、モラヴィアのオルミュッツ（現在チェコ領オロモウツ）にあるイエズス会の大学跡のバラック建ての牢獄に入れられた。
ラファイエットは捕らえられてから、かつて与えられたアメリカ市民権を用いて解放されようとし、ハーグにいるアメリカ公使ウィリアム・ショートと連絡を取った。ショートや他の使節たちはラファイエットのアメリカへの貢献に応えたいと考えていたが、アメリカ市民としてよりもフランス人将校としての位置づけが優先されることを知っていた。当時大統領だったワシントンは、ヨーロッパの問題にアメリカを巻き込むような行動は避けるように使節に指示しており、かつアメリカはプロイセンやオーストリアと外交関係を持っていなかった。代わりにラファイエットと、フランスで投獄されている彼の妻に金を送った。国務長官のジェファーソンは、ラファイエットに1777年から1783年までの少将としての勤務に対して利息付きで支払うという抜け道を発見した。この法律はアメリカ合衆国議会を通過し、ワシントン大統領が署名した。これらの資金は投獄されているラファイエット夫妻の特権となった。
ラファイエットを救出するより直接的な手段として、アレクサンダー・ハミルトンの義理の妹アンジェリカ・シューラー・チャーチと、その夫で大陸軍に従軍し今はイギリスの国会議員であるジョン・バーカー・チャーチは脱獄計画を企てた。彼らは、若いハノーファー人の医師エリック・ボルマンを雇い、南カロライナの医学生で、ラファイエットが最初にアメリカに行った際に滞在したベンジャミン・ハガーの息子であるフランシス・キンロック・ハガーが手助けをした。彼らの助けを借りてラファイエットはオルミュッツ郊外の田園地帯で護送馬車から脱出したが、道に迷い再び捕まった。

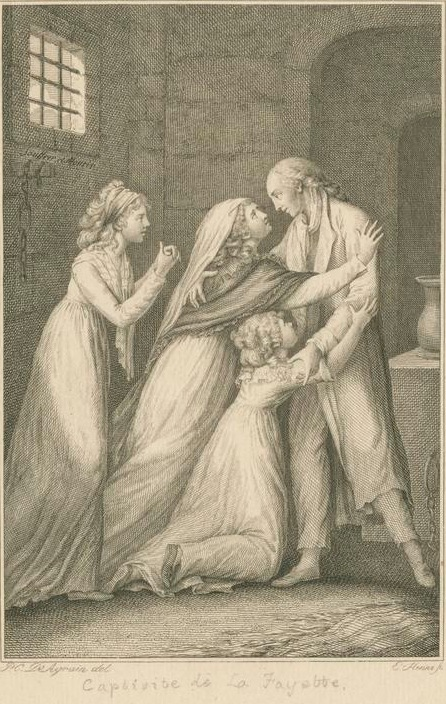
妻子と再会した獄中のラファイエットを描いた、19世紀初めの絵。

アドリエンヌはフランスの牢獄から釈放されると、アメリカの駐フランス大使ジェームズ・モンローの助力で、彼女と彼女の娘のパスポートをコネチカット州から入手し、これで一家全員がアメリカの市民権を得た。息子のジョルジュ・ワシントンはすでにフランスを密出国しアメリカに渡っていた。アドリエンヌと二人の娘はウィーンへ行き、フランツ皇帝に謁見し、監禁中のラファイエットと一緒に住む許可を得た。1年前に脱出を試みて以来、厳しい孤独な監禁に耐えてきたラファイエットは、1795年10月15日に兵士が牢獄の扉を開けて妻と娘を入れたとき驚愕した。一家は続く2年間、監禁されながら一緒に過ごした。
外交やマスコミ、個人的なアピールなどを通じて、大西洋の両岸にいるラファイエットのシンパは、その影響力を発揮し、恐怖政治後のフランス政府に大きな影響を与えた。若い常勝将軍ナポレオン・ボナパルトがオルミュッツにいる国事犯の釈放を掛け合い、カンポ・フォルミオ条約により釈放されることになった。こうしてラファイエットの5年以上に及ぶ投獄生活は終わりを告げた。ラファイエット一家と捕虜仲間は、1797年9月19日にオーストリアの護衛の下オルミュッツを離れて、プラハ北方で国境を越え、10月4日、ハンブルクでアメリカ領事に引き渡された。
ラファイエットはハンブルクからナポレオンに感謝の手紙を送った。フランスの総裁政府はラファイエットが忠誠を誓わない限り帰国を嫌がっていたが、違憲な手段で権力を手に入れたと信じていたラファイエットは忠誠を誓おうとしなかった。その仕返しに、政府は残されたブルターニュの領地を売却しようとした。ラファイエット一家にはアメリカから帰国したジョルジュ・ワシントンが合流し、アドリエンヌの叔母が所有するハンブルク近郊の地所で療養した。アメリカとフランスの紛争のため、アメリカに渡ることもできず、ラファイエットは国を失う状態になった。

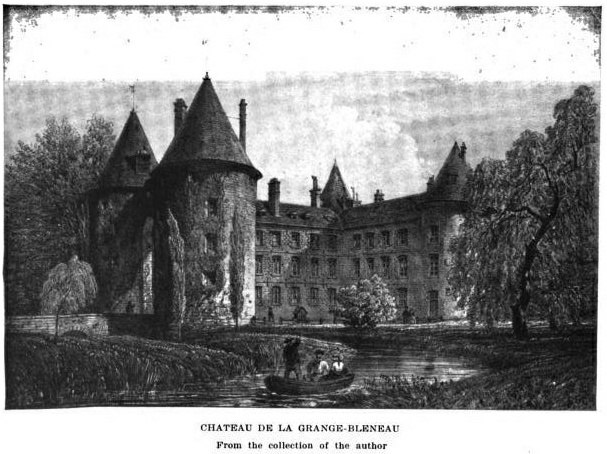
ラグランジュ＝ブレノー城。

アドリエンヌはパリに戻って夫の帰国を実現させようとし、フランスに凱旋したナポレオンに取り入った。ブリュメール18日のクーデター（1799年11月9日）の後、ラファイエットは政権交代に伴う混乱を利用して、「モティエ」の名前入りのパスポートでフランスに潜り込んだ。ナポレオンは怒りを露わにしたが、アドリエンヌはそれが単にポーズであると理解した上で、ラファイエットがナポレオンを支援し、公の場から引退しアドリエンヌが取り戻していた地所であるラグランジュへ行くと誓うことを提案した。ナポレオンはラファイエットが留まることを許可。ラファイエットは市民権を持たず、政治活動をすれば略式逮捕の対象となっていたが、市民権の回復を約束された。ラファイエットはラグランジュで静かに過ごし、ワシントンが1799年12月に死去した際にナポレオンがパリで開催した追悼会にラファイエットは招待されず、彼の名前も言及されなかった。

## 政治からの退避

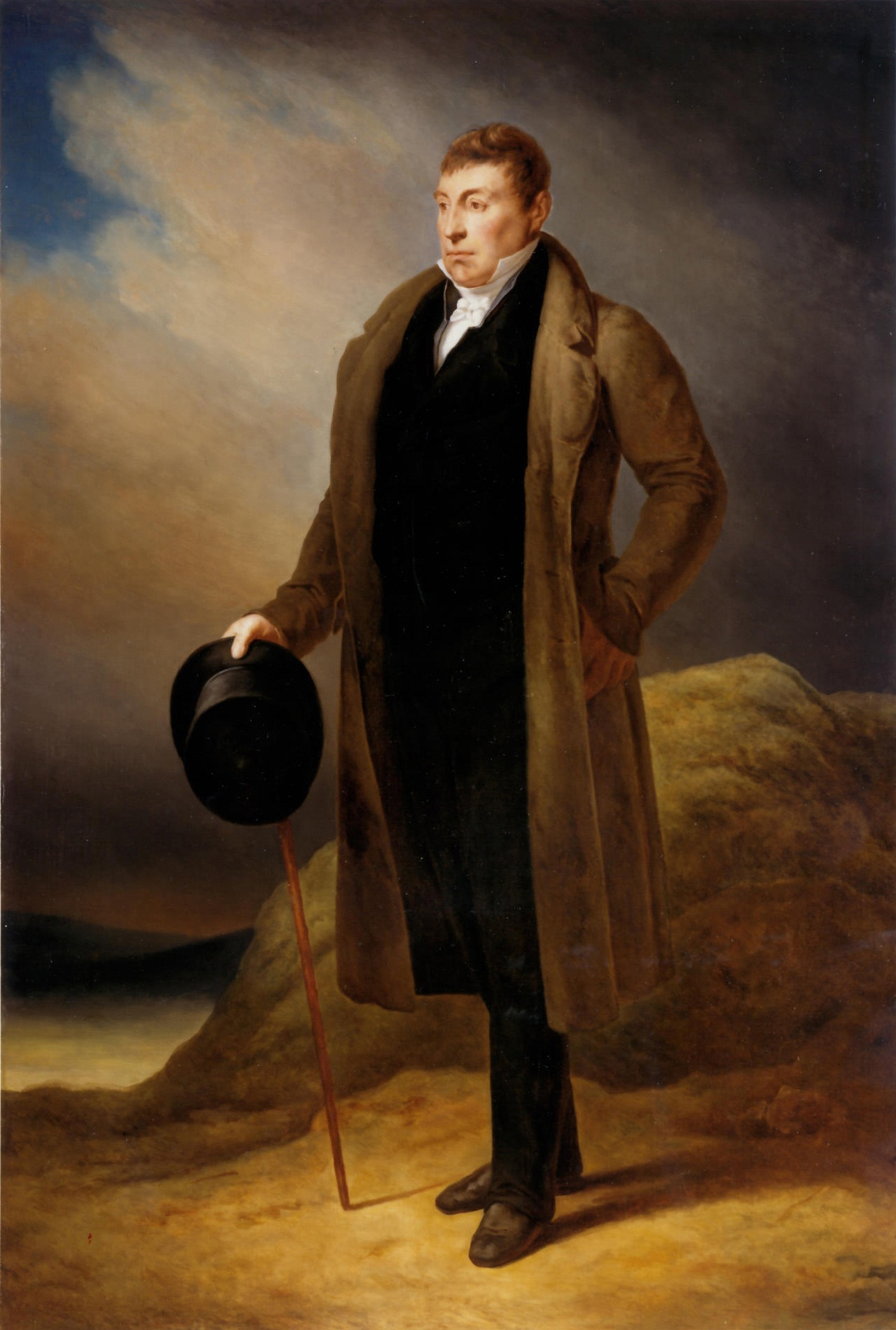
アメリカ合衆国下院にある、シェッファー画の1824年の肖像。

1800年3月1日、ナポレオンはラファイエットの市民権を復活させ、ラファイエットは資産の一部を取り戻すことができた。ナポレオンはラファイエットにアメリカ公使になることを打診したが、ラファイエットはナポレオンの政権に関わるつもりはなく、きっぱりと拒絶した。1802年、ラファイエットはナポレオンを終身統領とする国民投票で、反対するわずかな少数派となった。ナポレオンはラファイエットを元老院議員とし、レジオンドヌール勲章を授与しようとしたものの、民主主義政府からの栄誉なら喜んで受けたであろうが、ラファイエットは拒否した。
1804年、ナポレオンはラファイエットが参加しなかった国民投票を経て皇帝に即位。ラファイエットは革命記念日の演説を行ったが、比較的沈黙したままでいた。アメリカのルイジアナ買収後、ジェファーソン大統領が知事に興味ないかと尋ねたが、ラファイエットは個人的な事情とフランスの自由のために働く願望を理由に断った。
1807年、オーヴェルニュ滞在中に、アドリエンヌは過去の投獄が原因で合併症にかかった。彼女は精神錯乱に陥ったが、クリスマスイブには回復し、ベッドに家族を集めてラファイエットに、こう言った「私はあなたのものです（Je suis toute à vous）」。翌日彼女は亡くなった。アドリエンヌの死後数年間、ナポレオンのヨーロッパにおける勢力が高まり衰える間、ラファイエットはほとんどをラグランジュで静かに過ごした。多くの影響力を持つ人物や一般市民、特にアメリカ人がラファイエットを訪問した。ラファイエットは多くの手紙を、特にジェファーソンに書き、ワシントンとかつてそうしていたように贈り物を交換した。

## 復古王政
1814年、反ナポレオン同盟軍がフランスに侵攻し王政が復活。ルイ16世の弟・プロヴァンス伯がルイ18世として即位した。ラファイエットは新国王に歓迎されたが、総人口2500万人に対し男性9万人にしか与えられなかった代議院の新たな制限選挙権には反対した。ラファイエットは1814年の選挙に立候補せず、ラグランジュに留まった。
フランス国内では復員兵などの間に不満が広がっていた。トスカーナ群島のエルバ島に流刑となっていたナポレオンは、好機到来と見て、1815年3月1日数百の兵を率いてカンヌに上陸した。続々とナポレオンの下に人が集まり、その月末にはパリを占領、ルイ18世はヘントへ逃亡した。ラファイエットはナポレオンから新政府への参加を求められたが拒否したが、 1815年憲法で創設された新たな代議院に選出されることは受け入れた。ワーテルローの戦いでナポレオンが敗北した後、ラファイエットは彼の退位を求めた。ナポレオンの弟リュシアン・ボナパルトに対し、ラファイエットはこう主張した。
何の権利があって国民を非難するのか……皇帝の利益のために我慢が必要なのか？国民は彼に従って、イタリアの野原にエジプトの砂漠、ドイツの平野、ロシアの凍土まで行った……そして50回戦い、敗北し勝利したりする中で、300万人ものフランス兵を弔わなければならなかった。
ワーテルローの戦いから4日後の1815年6月22日、ナポレオンは退位した。ラファイエットはナポレオンのアメリカ行きを手配したが、イギリスが妨害し、ナポレオンはセントヘレナに流され生涯を閉じた。代議院は解散する前にラファイエットを和平交渉の委員に指名したが、フランスの大半を占領した連合軍により無視され、プロイセン軍はラグランジュを接収し司令部を置いた。プロイセン軍は1815年後半に去り、ラファイエットは自宅に戻り、再び一市民となった。
パリとラグランジュにあるラファイエットの家は、独立戦争の英雄に会いたいというアメリカ人や他の人々を受け入れた。アイルランド人の小説家シドニー・モーガン夫人が1818年、ラ・グランジュに1か月間滞在した間に会った者の中には、アメリカ人旅行者と並んで、オランダの画家アリ・シェフェールや歴史家のオーギュスタン・ティエリもいた。他の訪問者には、哲学者のジェレミ・ベンサム、アメリカの学者ジョージ・ティックノーや作家のファニー・ライトもいた。
王政復古後の最初の十年間、ラファイエットはフランスやヨーロッパ諸国の数々の陰謀を支援したが、成功したものはなかった。様々な炭焼党の陰謀にも関わり、フランス軍の守備隊がいたベルフォールへ行き、そこの革命政府で主要な地位に就くことに応じた。政府が陰謀に気づいたと警告され、明らかな関与をせずにベルフォールへの道を引き返した。1821年に始まったギリシャ独立戦争を支援し、手紙を通じてアメリカ政府にギリシャ人と同盟するよう説得を試みた。フランス政府はギリシャ問題に関与しているラファイエットとジョルジュ・ワシントン両名を逮捕しようと考えたが、実行した場合の政治的影響について慎重であった。ラファイエットは1823年まで代議員議員を務めたが、1824年の選挙で保守派の候補に敗れた。

## アメリカ旅行

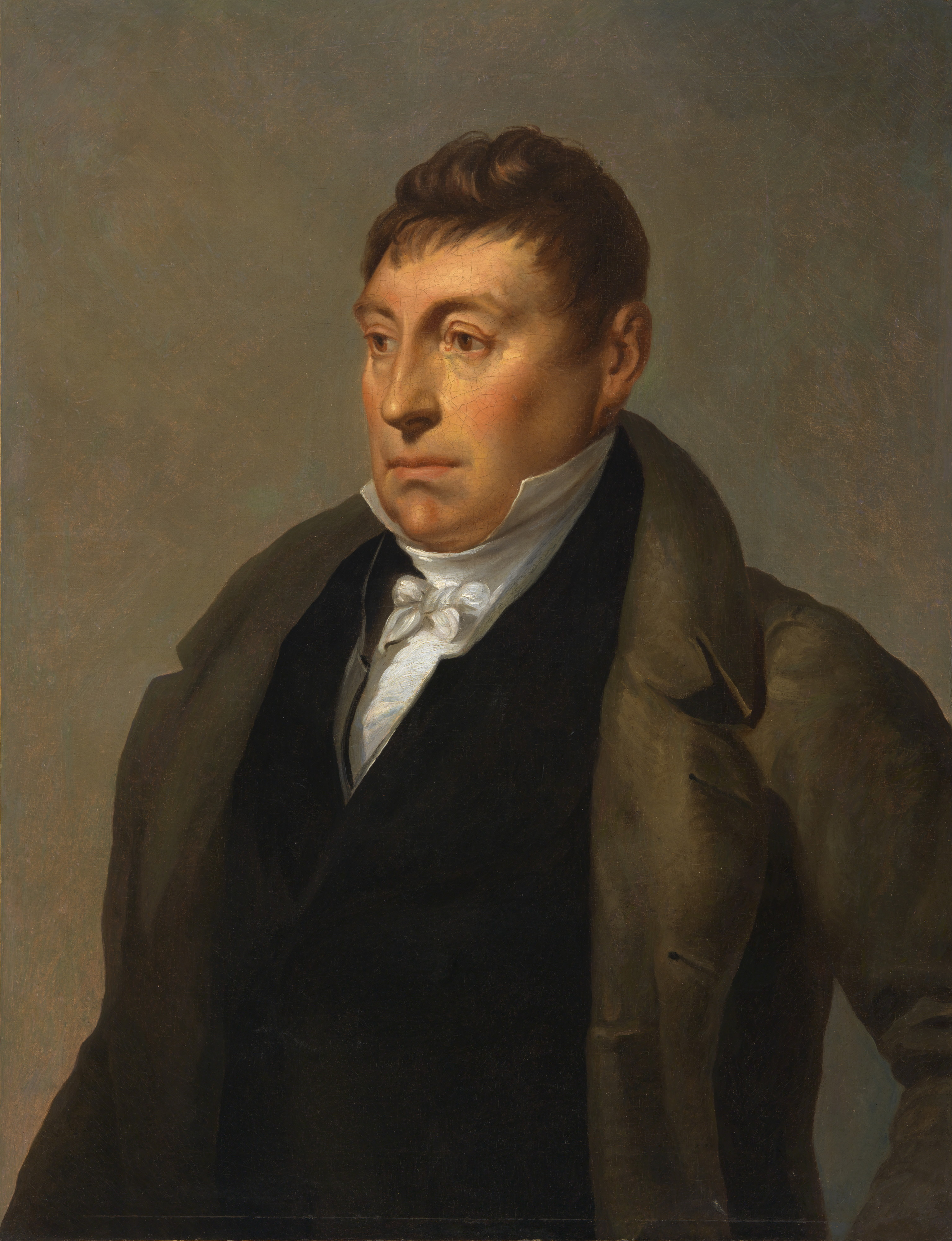
1825年のラファイエット

1824年、ジェームズ・モンロー大統領と議会は、建国50周年祝賀の一環で、ラファイエットをアメリカに招待した。モンローはラファイエットがアメリカの軍艦で来ることを企図したが、ラファイエットはそうした旅は非民主主義的であると思い、商船に席を取った。ルイ18世はこの旅を良く思わず、ラファイエットを見送るためル・アーヴルに集まった群衆を軍隊で追い払った。
ラファイエットは、息子のジョルジュ・ワシントンと秘書のオーギュスト・ルバスールとともに、1824年8月15日、ニューヨークに到着した。ラファイエットは、はるか昔の戦友である独立戦争の元兵士たちに歓迎された。ニューヨークでは四日間連続で昼夜、祝賀会が行われた。その後、ボストンへ疲れを癒す旅に出かけたが、道中、全ての町で歓迎が催され、喝采する市民の列が見られた。アンガーによれば、「それは将来世代にまで関わってくる神秘的な体験だった。ラファイエットは遠く離れた時代から姿を現した、アメリカの決定的な瞬間における、最後の指導者であり英雄であった。人々は彼のような人物を二度と見ることができないことを分かっていた。」。
ニューヨーク、ボストン、フィラデルフィアは、ラファイエットを称える祝賀会を他に負けないよう精一杯に行った。フィラデルフィアでは、ラファイエット歓迎の場所が必要なことから、解体されそうだった古い州議事堂（現在の独立記念館）を改装した。それまでアメリカでは記念碑を建てることは一般的ではなかったが、ラファイエットの訪問をきっかけに碑の建立が次々起こり、たいていは彼自身が礎石を置いた。また、多くの都市が公共の建物に肖像画を依頼し、無数の土産物に肖像画が描かれたように、芸術も恩恵を受けた。当初は4ヶ月間で独立13州のみを訪問する予定だったが、24州すべてを周ったため、滞在期間は16ヶ月にも及んだ。

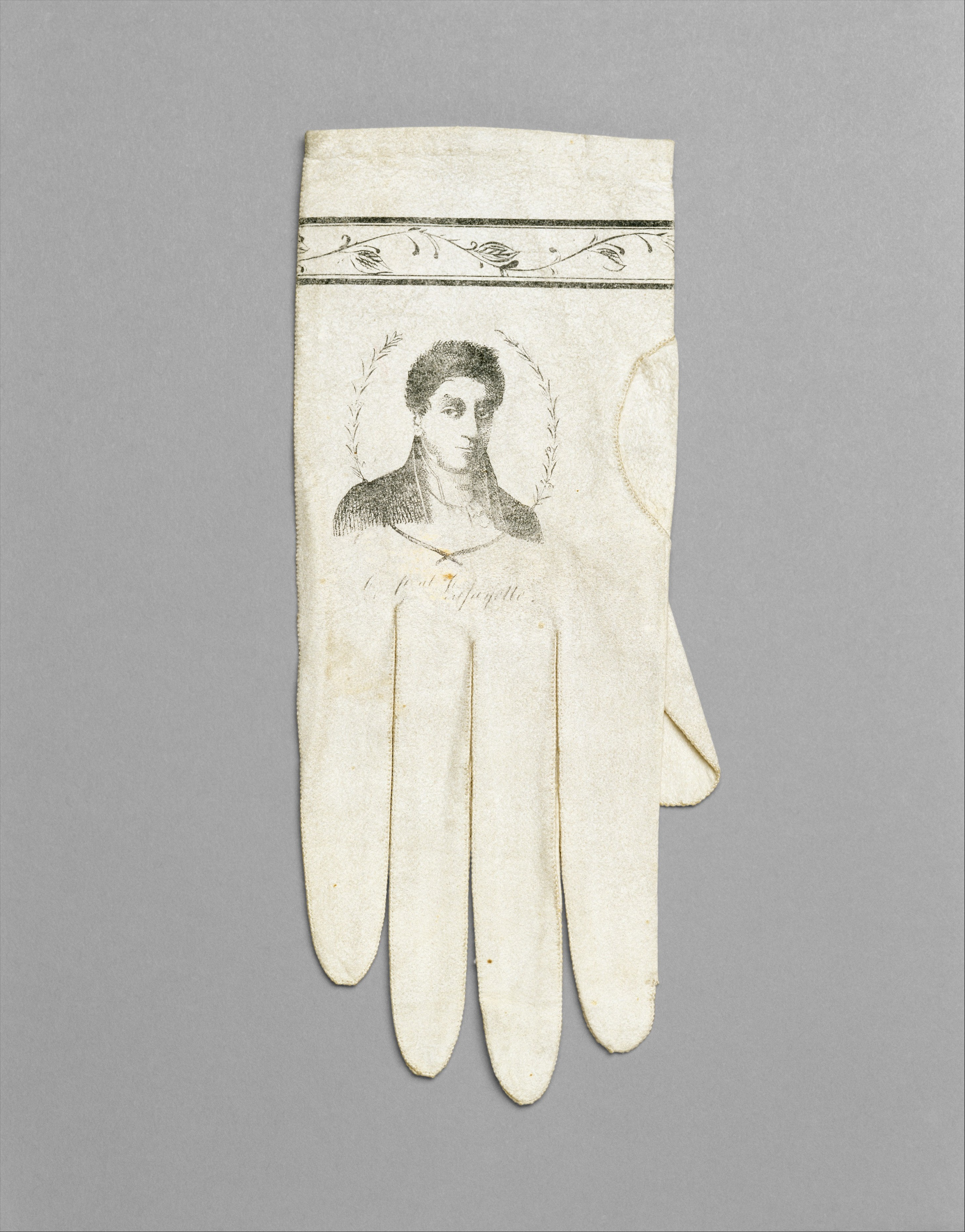
おそらく1824年のアメリカ訪問を記念した、ラファイエットの肖像入り手袋。

訪問した市や町では熱狂的に歓迎された。その中には彼にちなんで名づけられた最初の街であるノースカロライナ州ファイエットビルもあった。ワシントンD.C.では、モンロー大統領が平服で、ホワイトハウスの周囲に衛兵がいないことに驚いた。マウントバーノンを40年ぶりに訪問し、ワシントンの墓を詣でた。1824年10月19日にはヨークタウンでコーンウォリス降伏記念式典に出席し、その後、古い友人であるジェファーソンに会いにモンティチェロへ行った。そこには予想外にもジェームズ・マディソンも来ていた。また、同じく存命の元大統領である89歳のジョン・アダムズともボストン近くの彼の家で食事をした。
道路が通行不能になり、1824年から25年の冬をワシントンで過ごした。ちょうど、いずれの候補者も選挙人の過半数を獲得できず上院の決定に委ねられた、激戦の1824年大統領選挙の最終盤であった。1825年2月9日、議会はジョン・クィンシー・アダムズを大統領に選出した。その夜、ラファイエットが見つめる中、次点のアンドリュー・ジャクソン将軍とアダムズがホワイトハウスで握手した。
1825年3月、ラファイエットは南部および西部州への旅を開始した。旅の一般的なパターンは、都市間を州兵が護衛し、特別に造られた門を通って町に入り、地元の政治家や有力者に歓迎されるというもので、皆がラファイエットを一目見たがった。戦跡や歴史的な場所の訪問や歓迎晩さん会といった特別行事が行われ、民衆が独立戦争の伝説的な英雄に会う時間はわきに置かれた。

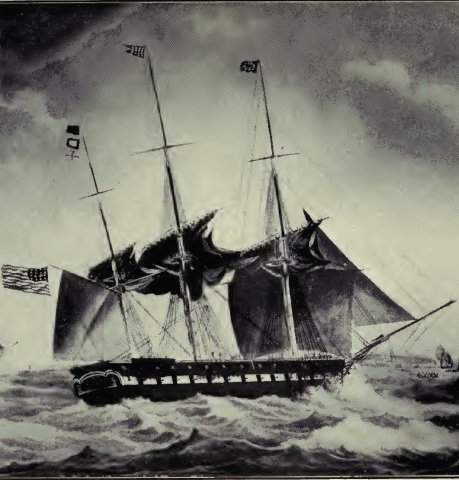
1824年-1825年のアメリカ旅行からフランスへの帰国時に乗船した「ブランディワイン」号。

ラファイエットは、ジャクソン将軍をテネシー州ザ・ハーミテージの自宅に訪ねた。蒸気船でオハイオ川を遡上中に船が沈み、息子と秘書により救命ボートに乗せられ、ケンタッキー州の川岸に上陸した後、反対方向へ向かう別の蒸気船に救助された。その船の船長は反転し、ラファイエットをルイビルへ連れて行った。そこから北東方面へ向かい、ナイアガラの滝を見物した後、近代の驚異と思われていたエリー運河を通りオルバニーへ行った。ダニエル・ウェブスターの演説を聞いた後、1825年6月、マサチューセッツ州のバンカーヒル記念塔の礎石を置いた。また、自分の墓に撒くためバンカーヒルの土を採った。
バンカーヒルの後、メイン州とバーモント州に行き、これで全ての州を訪問した。再びジョン・アダムズに会い、その後ニューヨーク、そしてブルックリンへ行き、そこの公共図書館の定礎式を行った。9月6日、ホワイトハウスでジョン・クィンシー・アダムズ大統領に68歳の誕生日を祝福され、翌日、帰国の途に就いた。ラファイエットは自分の墓にかける土のほかにも贈り物を貰った。フロリダの広大な土地とともに、議会はモンロー大統領の要請でラファイエットの国への奉仕に感謝して、20万ドルを贈ることを決議していた。ラファイエットは、「サスケハナ（Susquehanna）」から、彼がアメリカ合衆国のために血を流した戦場にちなんで「ブランディワイン」と改名された船に乗りフランスへ帰った。

## フランス7月革命

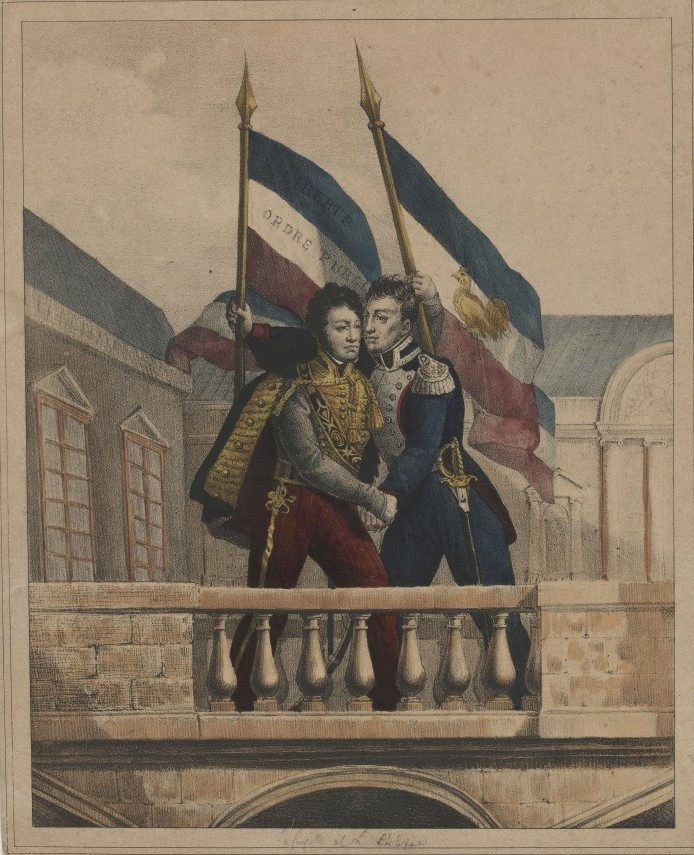
ラファイエットとオルレアン公、1830年7月31日。

ラファイエットの帰国約1年前にルイ18世が死去し、シャルル10世が即位した。シャルル10世は絶対王政を復活させようとしており、ラファイエットが帰国した時には、王の命令は抗議を引き起こしていた。ラファイエットは国王に反対した者の中で最も有名であった。1827年の選挙で70歳のラファイエットは代議院に当選し、結果に不満なシャルル10世が議会を解散し再選挙を命じたものの、ラファイエットは再度議席を獲得した。
ラファイエットは、シャルル10世が行なった市民の自由の制限や、新たに導入された報道機関の検閲に対して、依然として積極的に発言した。ラファイエットは議会で激しい演説を行い、新しい命令を非難し、アメリカ風の代表制政府を提唱した。また、ラグランジュにアメリカ人やフランス人などを晩餐に招いた。招待客は皆、政治、自由、権利に関するスピーチを聞きに来た。ラファイエットはシャルル10世が簡単に逮捕できないと思うほどの人気者だったが、彼へのスパイ活動は徹底していた。とある政府のスパイは「アメリカの自由を称賛する、ラファイエットの扇動的な乾杯あいさつ」を記録している。
1830年7月25日、シャルル10世は中流階級から参政権を剥奪し代議院を解散する七月勅令に署名。勅令は翌日公表された。7月27日、パリ市民はバリケードを造り、暴動を起こした。議会は反抗して開催を続けた。ラグランジュにいたラファイエットは、進行中の事態を知るとパリへ駆けつけ、革命のリーダーとして歓迎を受けた。同志の議員たちが優柔不断になるとラファイエットはバリケードに向かい、間もなく国王軍は敗走した。1789年革命の際の過激な行動が繰り返されることを恐れた議員たちは、ラファイエットを再発足させた国民衛兵の司令官に任命し、秩序を維持するよう命じた。議会はラファイエットが統治者であると宣言することを望んだが、彼はこの権力付与を違憲と見なし拒否した。また、8月2日に退位したシャルル10世との交渉も拒否した。多くの若い革命家が共和制を求めたが、ラファイエットは内戦につながると考え、アメリカに住んだ経験があり、シャルル10世よりはるかに親しまれていたオルレアン公爵ルイ・フィリップを王位に就かせることにした。そして、王位を受け入れたルイ・フィリップから様々な改革を行う同意を得た。ラファイエットは国民衛兵司令官に留まったが長くは続かなかった。国王即位の短い和やかな雰囲気はすぐに薄れ、1830年12月24日、議会の多数を占める保守派が国民衛兵司令官の権限の削減を決議。ラファイエットはこれに抗議し辞職した。

## 晩年、そして死去

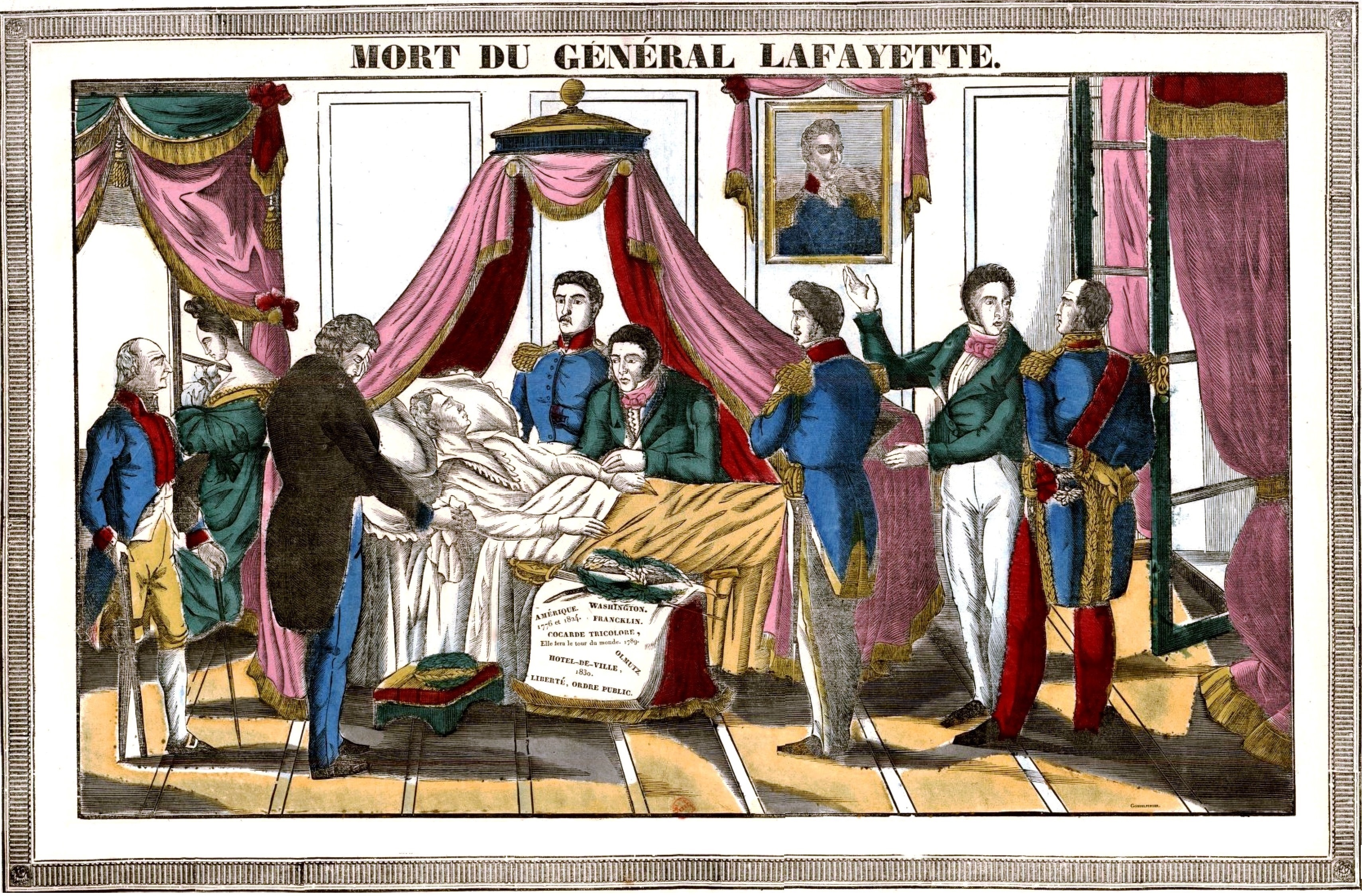
「ラファイエット将軍の死」ゴンデルフィンガー（Gondelfinger）画。1834年。

ラファイエットは、改革を後退させ、公約を否定したルイ＝フィリップにますます幻滅していった。そしてルイ＝フィリップに怒りを爆発させ、政府がリヨンでのストライキを制圧するために武力を行使したことで、この溝は広がっていった。ラファイエットは議席を利用して自由主義的な提案を推進し、1831年には近隣住民からラグランジュの村長とセーヌ＝エ＝マルヌ県の県議会議員に選出された。翌年には、同じくルイ＝フィリップの敵対者であったジャン・マクシミリアン・ラマルク将軍の葬儀で棺を担ぎ、演説を行った。 ラファイエットは冷静になるよう訴えたが、通りで暴動が起こり、バスティーユ広場ではバリケードが造られた。ルイ＝フィリップはこの六月暴動を武力で制圧し、ラファイエットは憤慨した。彼は1832年11月に議会が開かれるまでラグランジュに戻り、議会ではシャルル10世同様に検閲を導入したルイ=フィリップを非難した。

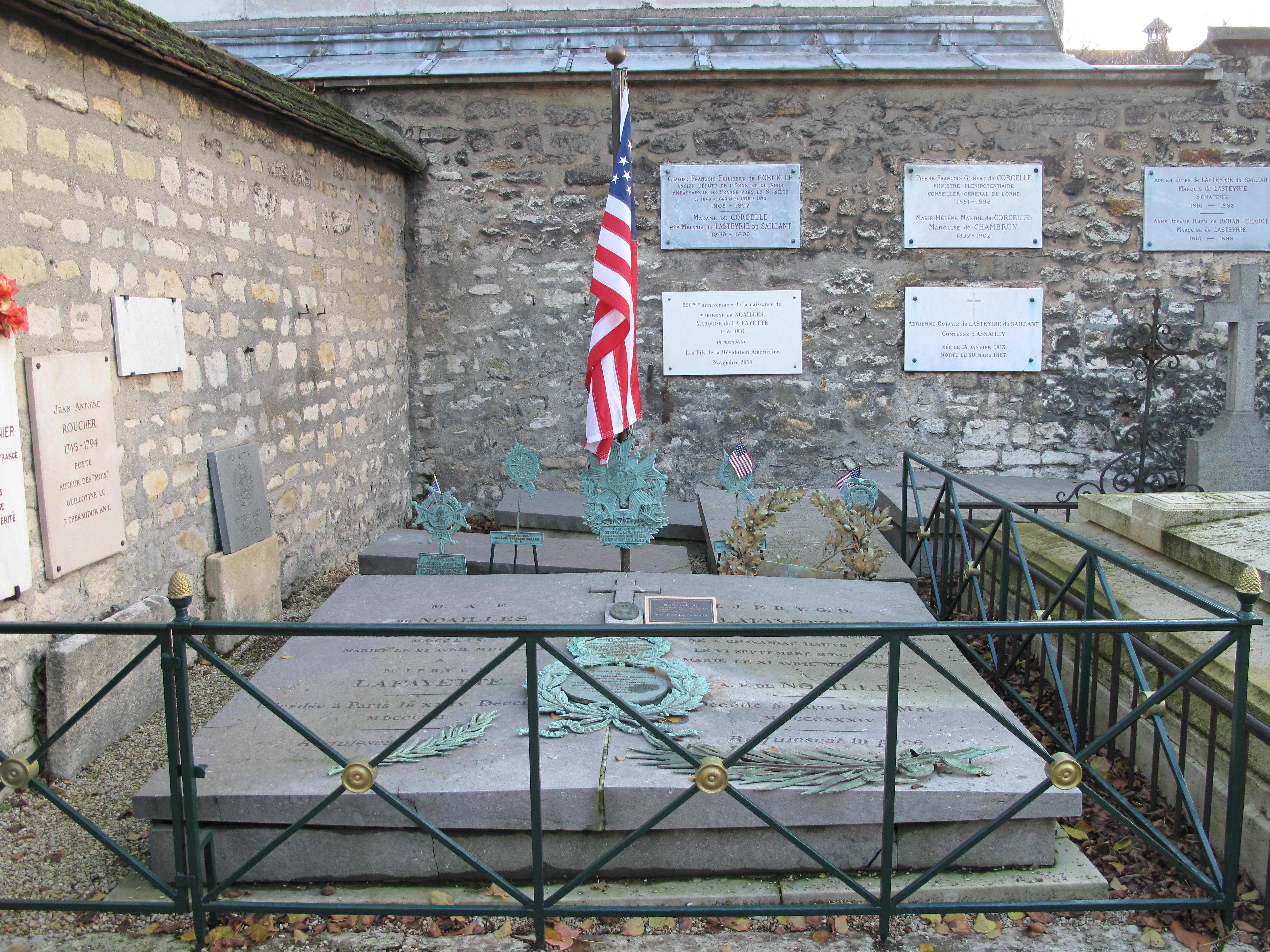
パリ、ピクピュス墓地にあるラファイエットの墓

1834年1月3日に上院で演説したのが公の場での最後となった。翌月、肺炎で倒れ、回復したものの、5月に雷雨に打たれたのち寝たきりになった。1834年5月20日にパリのダンジュー＝サン＝オノーレ通り6番地（現在のパリ8区ダンジュー通り8番地）において76歳で死去。ピクピュス墓地の妻の墓の隣に埋葬され、息子のジョルジュ・ワシントンがバンカーヒルの土をかけた。ルイ＝フィリップ王は市民が参列しないよう軍隊式の葬儀を命じたが、群衆は排除されたことに抗議した。
アメリカでは、ジャクソン大統領がラファイエットに1799年12月に亡くなったワシントンが受けたのと同じ栄誉を与えることを命じた。上下両院は30日間黒旗で覆い、議員は喪章を付けた。議会は国民に対し同様に哀悼することを求めた。同年、クインシー・アダムズ前大統領は3時間にわたるラファイエットの追悼演説を行い、彼は「人類の純粋かつ私心の無い後援者のリストの上位に位置する」と述べた。

## 信条
ラファイエットは、立憲君主制の確固たる信奉者であった。フランスが常にそうであったように、民主的な国民議会が君主と協力することで、伝統的な理想と革命的な理想を融合させることができると信じていた。ジョージ・ワシントンやトマス・ジェファーソンのようなアメリカの建国の父たちと密接な関係を持っていたことから、彼は民主主義体制の実現を目の当たりにすることができた。ラファイエットの考えたフランスの政府構造は、アメリカの政府形態に直接影響を受けており、イギリスの政府形態にも影響を受けていた。例を挙げると、ラファイエットはアメリカのような二院制の立法府を信じていた。しかし、ジャコバン派はフランスにおける君主制を嫌っていたため、国民議会は反対票を投じた。この考えは、特にマクシミリアン・ロベスピエールが権力を握ったときに、ラファイエットが失墜する原因となった。
ラファイエットは1789年の人間と市民の権利の宣言の執筆者であり、強固な奴隷制度反対者でもあった。著作の中で特に奴隷制について言及することは無かったが、ワシントンやジェファーソンなどの友人や同僚に宛てた手紙では、論争の的となっていたこのテーマについて自分の立場を明確にしていた。ラファイエットは奴隷を所有するのではなく、プランテーションで自由な借地人として働かせることを提案し、実際、1785年にフランスの植民地カイエンヌにプランテーションを購入して考えを実行し、奴隷を売買しないように命じた。ラファイエットは、奴隷制度が多くの経済において重要な役割を果たしていることを認識しつつも、奴隷をゆっくりと解放することを提案し、その生涯を奴隷廃止論者として過ごした。ラファイエットは、彼の考えがワシントンに受け入れられアメリカ国内の奴隷を解放し、そこから広まっていくことを願っていたが、彼の努力は無駄ではなかった。ワシントンは最終的にマウント・ヴァーノンのプランテーションでこれを実行し始めた。が、生涯奴隷を開放することはなかった。後にラファイエットの孫、ギュスターブ・ド・ボーモン（Gustave de Beaumont）は人種差別問題を論ずる小説を書いている。ラファイエットは1794年のフランスにおける奴隷制廃止に大きな役割を果たした。そしてハイチでは、「人間の権利と市民の権利宣言」の2年後に暴動が勃発した。

## 評価

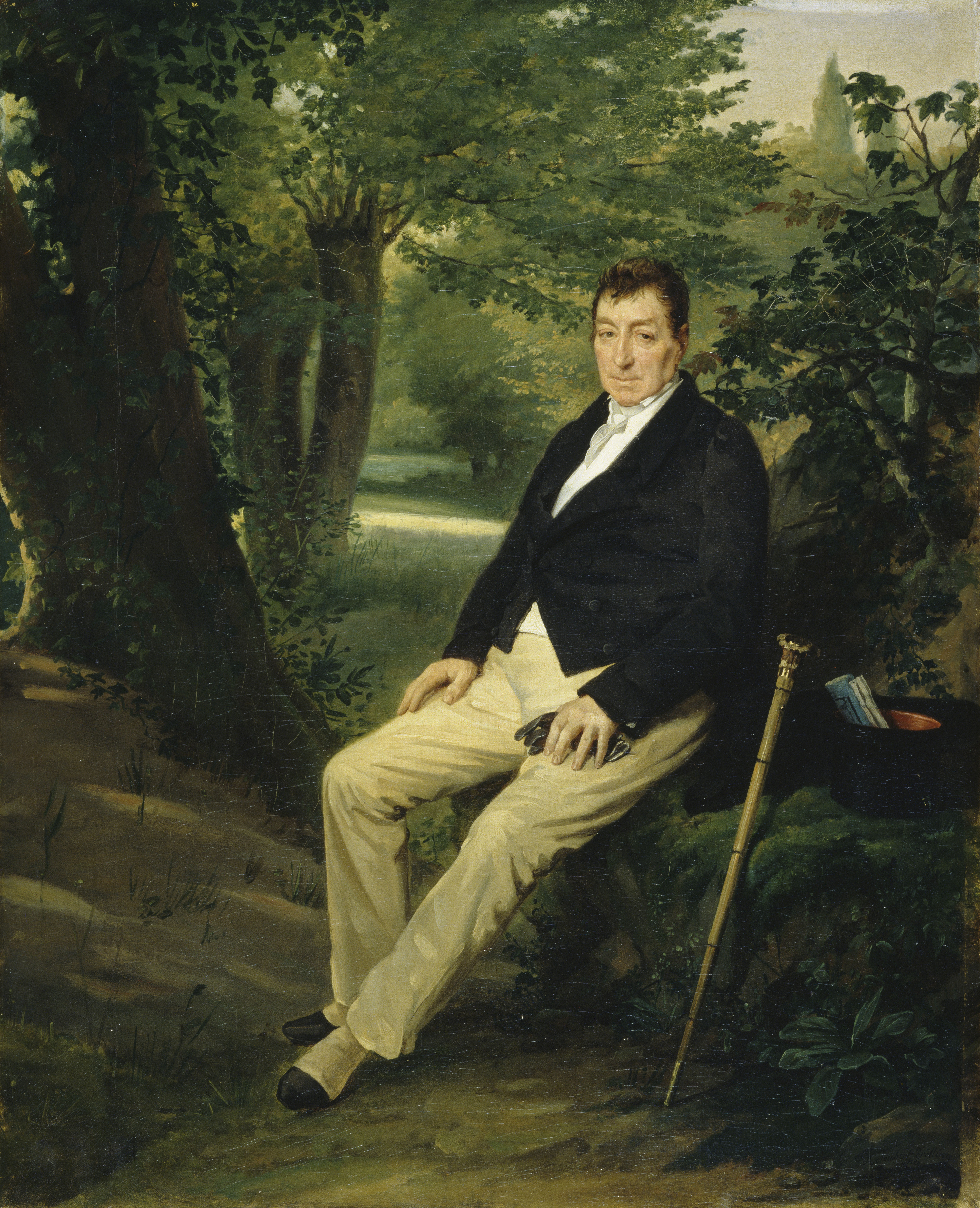
グランジュ＝ブレノー城の庭園にいるラファイエット」、1830年。ルイーズ＝アデオネ・ドローリン画。フランス軍事博物館所蔵。

生涯を通して、ラファイエットは啓蒙時代の理想、特に人間の権利と市民ナショナリズムの主導者であった。そしてその視点は欧米の知識人などにより本気で取り入れられた。アメリカ合衆国におけるラファイエットのイメージは、自分自身のものでない国の自由のために無給で戦う、その「無私」からもたらされている。サミュエル・アダムズは、ラファイエットが「自由という輝かしい大義のために」戦ったとき、「家庭生活の楽しみを捨て、戦争の苦難と危険に身をさらした」と称賛した。この考えは多くの同時代人に共有され、ラファイエットが一国の利益ではなく、全人類の自由を推進しようとしているというイメージを確立した。フランス革命の間、アメリカ人はラファイエットを新世界から旧世界へ移出しようとしているアメリカの理想の提唱者であるとみていた。これは、国父であり、アメリカの理想の体現者とされたジョージ・ワシントンの息子代わりかつ弟子という、その立場により強化された。小説家のジェイムズ・フェニモア・クーパーは1820年代のパリでラファイエットと友人になった。 クーパーはラファイエットの貴族自由主義を称賛し、「自由の原理のために若さと身体と財産を捧げた」と褒めたたえた。
ラファイエットがアメリカの象徴となった理由には、アメリカの特定の地域とは無縁だったこともある。外国生まれで、アメリカに住んだことがなく、ニューイングランドや大西洋岸中部、そして南部で戦ったことが、ラファイエットを求心力のある象徴とした。アメリカ人はフランス革命でラファイエットが中道であろうとしたことを見て人気を高めた。アメリカ人は革命の大義に当然に共感を持っていたが、また、ルイ16世がアメリカ合衆国の初期の友人であったことも覚えていた。1792年にラファイエットが失墜したときには、アメリカ人は彼の更迭を派閥主義のせいにする傾向があった。
1824年にラファイエットがアメリカを訪問した頃、アメリカ人は1819年恐慌とミズーリ妥協に帰結した派閥対立から、合衆国の成功について疑問を感じており、ラファイエットがいかに独立の成功を判断したか考えた。文化史家のロイド・クレイマー（Lloyd Kramer）によれば、ラファイエットは、「19世紀初頭にアメリカのナショナル・アイデンティティを形成し、それ以来、国家のイデオロギーの主要なテーマであった、アメリカの建国の父や制度、自由が、世界で最も民主的かつ平等主義的で繁栄した社会を生み出したという信念という、自らのイメージに外国人による裏付けを与えた」。
歴史家のジルベール・シナールは1936年にこう書いている「ラファイエットは若くして伝説的な人物かつ象徴となったが、後世の人々はその神話を快く受け入れ、その共和主義者の栄光である若き英雄を穢そうとするのは、偶像崇拝と冒涜に他ならないと考えられているだろう。」。その伝説は政治的に利用されており、1917年にはアメリカ合衆国の第一次世界大戦参戦に関し国民の支援を得るため、ラファイエットの名前とイメージが繰り返し登場した。そしてチャールズ・E・スタントンの有名な台詞「ラファイエット、我々はここにいる（Lafayette, we are here）」で最高潮に達した。これはアメリカにおけるラファイエットのイメージに損失を生じさせた。前線からの復員兵は「ラファイエットに借りは返した、じゃあ今誰に借りがあるのか？（We've paid our debt to Lafayette, who the hell do we owe now?）」と歌いながら帰国した。アン・C・ラブランド（Anne C. Loveland）によれば、戦争が終わるまでに「ラファイエットはもはや国民の英雄や象徴として役立たなくなった」。しかしながら、アメリカ合衆国議会は2002年にラファイエットにアメリカ合衆国名誉市民を与えることを決議した。
フランスにおけるラファイエットの評価はより複雑である。トーマス・ゲインズ（Thomas Gaines）は、ラファイエットの死に対する反応はアメリカよりフランスの方がはるかに静かだったと指摘し、これはフランス政府の変化が非常に混沌としていたのに対し、アメリカではラファイエットが唯一の革命における最後に生き残った英雄だったからではないかと言及している。ラファイエットの役割は、フランス史、特にフランス革命において、より微妙な評価をされている。19世紀の歴史家ジュール・ミシュレは、ラファイエットをその才能に値するものをはるかに超えて群衆に持ち上げられた「平凡な偶像」と評した。ジャン・テュラール、ジャン＝フランソワ・ファイヤール、アルフレ・フィエロは『Histoire et dictionnaire de la Révolution française（フランス革命の歴史と事典）』の中で、死の床のナポレオンがラファイエットに関して語った言葉、自分がフランス革命時にラファイエットの地位にいたなら「国王は未だに王位に就いたままだっただろう」、を記している。また彼らはラファイエットを「空っぽ頭の政治屋（an empty-headed political dwarf）」「フランスの君主制の破壊に最も責任がある面々の一人」であると見なしていた。ゲインズはこれに同意せず、リベラルやマルクス主義の歴史家もこの見解に反対していると指摘している。ロイド・クレイマーは、1989年のフランス革命200周年直前の調査で、フランス人の57％がラファイエットを最も尊敬する革命の人物と考えていることを紹介している。ラファイエットは「1990年代初頭には明らかに1790年代初頭よりも多くのフランス人支持者がいた」。
マーク・リープソンは、ラファイエットの人生に関する論文をこう締めくくっている。
ラファイエット侯爵は完璧からかけ離れていた。時にはうぬぼれが強く、ナイーブ、未熟、自己中心的であった。しかし、自分の人生や運命を危険にさらすことになっても、一貫して理想に執着した。それらの理想は、世界で最も永続的な2つの国家、アメリカ合衆国とフランスの国の基本原則となり証明された。それはレガシーであり、軍事指導者や政治家の中で、彼に匹敵する者はほとんどいない。

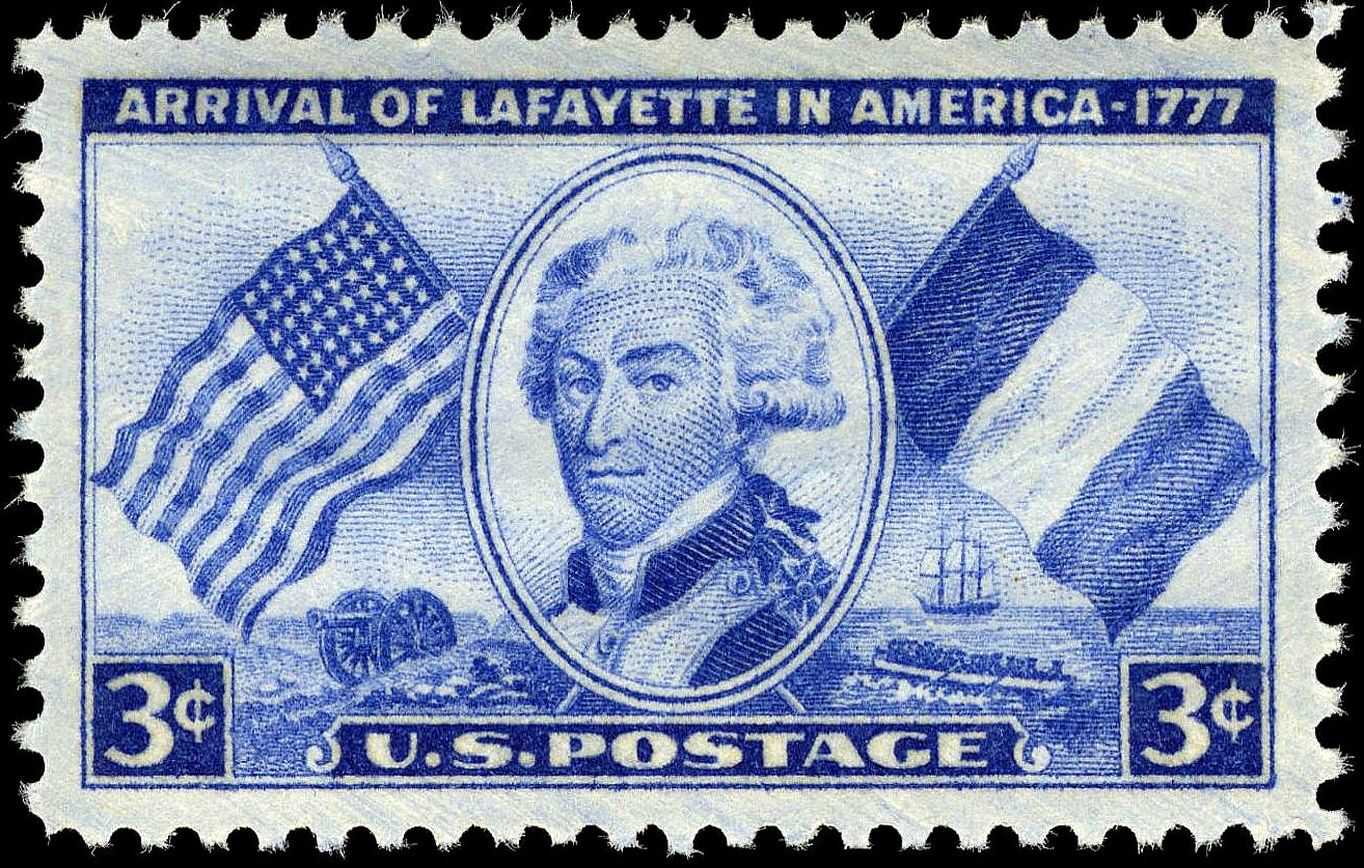
ラファイエット到着175周年記念切手。1952年発行。
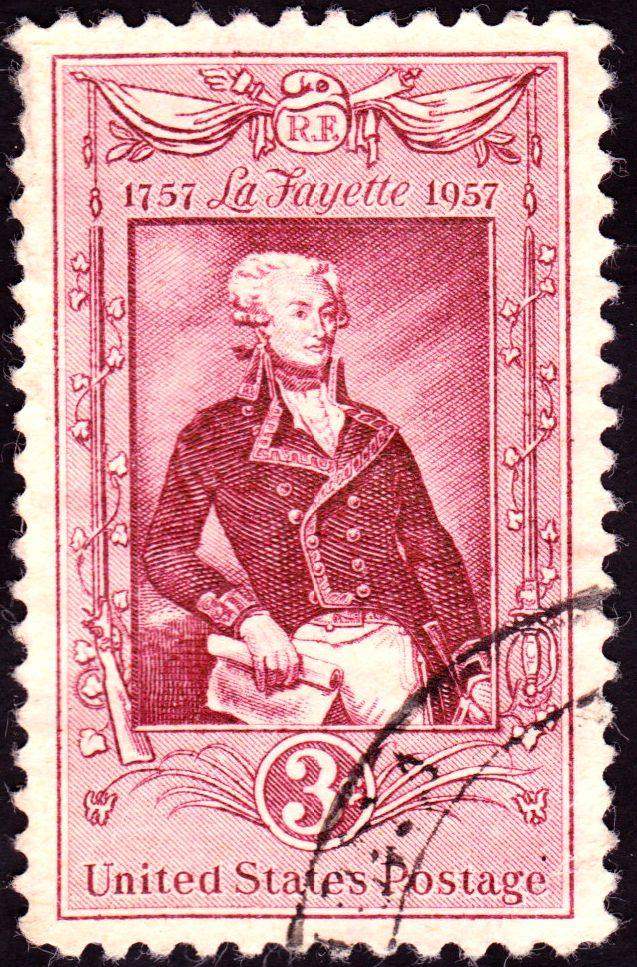
ラファイエット生誕200周年記念切手。1957年発行。
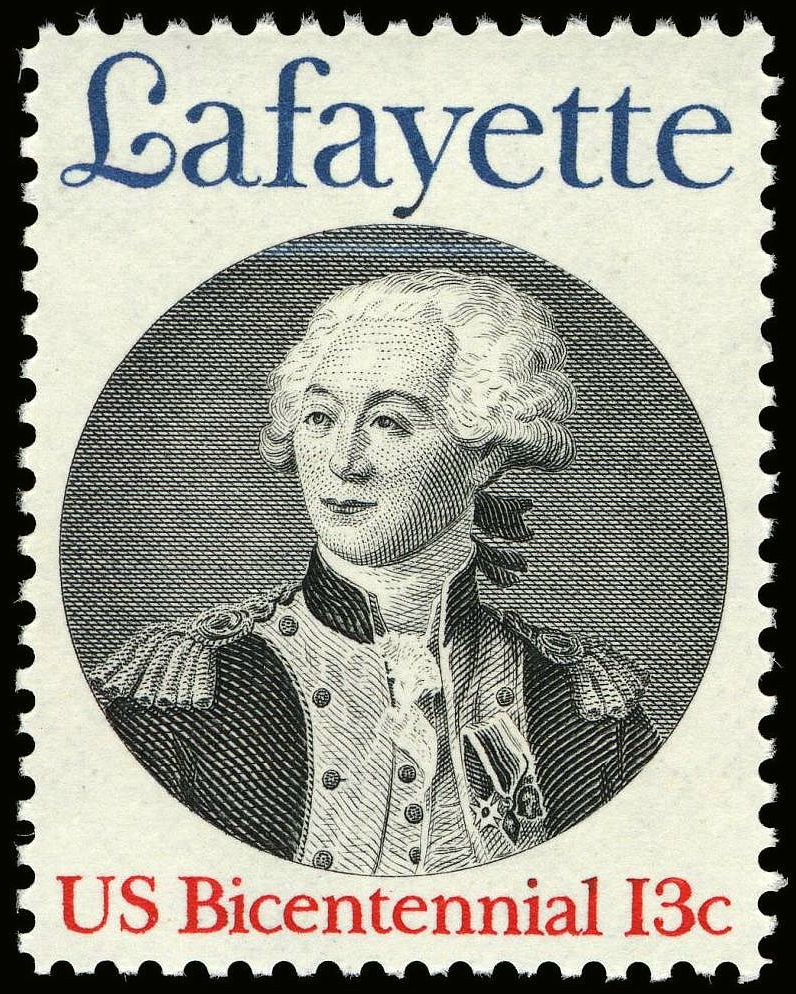
ラファイエット到着200周年記念切手。アメリカ合衆国建国200周年記念切手（英語版）の1つ。